# Storia del Vicino Oriente antico

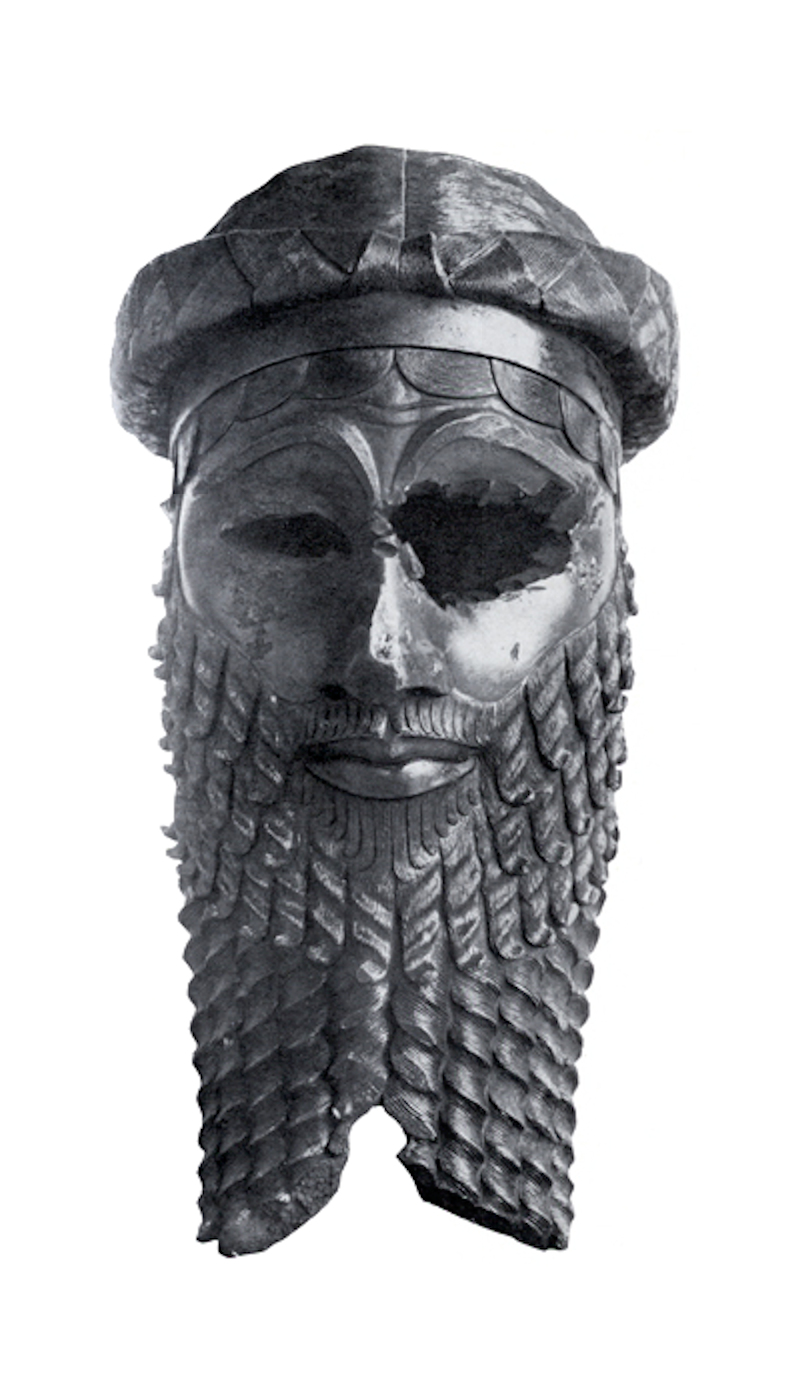
Testa in bronzo di dignitario accadico (forse Sargon di Akkad o Naram-Sin), conservata al Museo nazionale di Baghdad

La storia del Vicino Oriente antico muove dalla rivoluzione neolitica, fase protostorica in cui l'uomo, anche in altre parti del mondo, perfezionò progressivamente le più arcaiche tecnologie produttive. L'inizio della storia viene tradizionalmente associato all'invenzione della scrittura (seconda metà del IV millennio a.C.), ma già durante la cosiddetta protostoria del Vicino Oriente la progressiva affermazione dei modelli urbano, templare e palatino rappresenta una marca che caratterizza tutto il periodo che va dal IV millennio a.C. fino alla metà del I millennio a.C. D'altra parte, il ruolo della scrittura rispetto al "sorgere" della storia è importante non tanto perché essa renda disponibili delle fonti di nuovo tipo, bensì perché, come scrive Mario Liverani, "per la prima volta si assiste all'interazione complessa di gruppi umani all'interno di singole comunità (stratificazione sociale, costituzione di una dirigenza politica, ruolo sociopolitico dell'ideologia)".
La storia condensatasi nel Vicino Oriente rappresenta la metà dell'intera storia umana documentata. Convenzionalmente viene scandita, oltre che dalla rivoluzione neolitica, da un'età del bronzo (dal 3500 a.C.), solitamente divisa in un periodo antico (nel contesto del quale si verifica, con termine controverso, la "rivoluzione urbana"), un periodo medio (che inizia con il crollo dell'impero di Ibbi-Sin e la progressiva amorreizzazione del Vicino Oriente) e uno tardo (che inizia con una sorta di "età oscura", nel XVI secolo a.C.), per poi passare ad un'età del ferro, che coincide con l'arrivo dei Popoli del Mare (1200 a.C. ca.).

## Questioni storiografiche

### Periodizzazione
Manca una storiografia antica che abbia lasciato una traccia su cui innestare la ricostruzione storica moderna del Vicino Oriente. È una storia che poggia interamente sulle fonti primarie: documentazione amministrativa, commerciale, giuridica, in generale in funzione archivistica. Tale documentazione ha resistito al tempo perché raccolta su un supporto, le tavolette d'argilla, che hanno resistito a incendi, immersione nel suolo e altri agenti atmosferici assai meglio di altri supporti (il papiro, la pergamena, la carta) che verranno via via utilizzati, nella zona considerata o altrove.
Oltre che alla luce della ricostruzione greco-classica, il contesto storico antico-orientale è stato letto attraverso la Bibbia e anzi la riscoperta di questa storia ha spesso avuto come motore il tentativo di ricostruire l'ambiente storico che sta dietro i racconti biblici.
Approssimativamente, il limite alto del contesto storico in esame può essere individuato nel momento in cui vedono la luce le fonti scritte, in aggiunta a quelle puramente archeologiche, mentre il limite basso potrebbe coincidere con l'avvento delle fonti greco-romane. Le fonti archeologiche si presentano tipicamente in monticelli formatisi dall'accumulo di materiali prodotti dalla millenaria occupazione umana. Tali mucchi di macerie, che si stagliano ad esempio nella piana alluvionale, ma anche in altri contesti geografici, sono detti tell in arabo, tepe in persiano e hüyük in turco, e queste espressioni ricorrono spesso nei nomi di diversi siti archeologici (ad esempio, Tell Brak, Tepe Gawra o Çatal Hüyük).
Una periodizzazione basata su considerazioni di ordine politico è stata offerta da Van De Mieroop, che ha evidenziato come la città-stato abbia rappresentato l'elemento politico predominante dal 3000 al 1600 a.C. ca., seguita dallo "stato territoriale", tra il 1600 e l'inizio del I millennio a.C., e poi dagli imperi (assiro prima e babilonese poi). Nel complesso, comunque, la periodizzazione della storia del Vicino Oriente dipende in grande misura dalla possibilità di accedere alle fonti. In tal senso, le fonti mesopotamiche condizionano anche la conoscenza che abbiamo delle culture "periferiche", che pure, come suggerito dall'archeologia, devono avere avuto uno sviluppo parallelo, non sempre dipendente dalle evoluzioni sviluppatesi tra i due fiumi. La cultura mesopotamica è caratterizzata da una continuità ininterrotta, fondata sull'uso della scrittura cuneiforme e sulla preservazione delle tradizioni culturali e religiose.
| Schema cronologico generale del Vicino Oriente |
| ---------------------------------------------- |
|                                                |

### Problemi cronologici

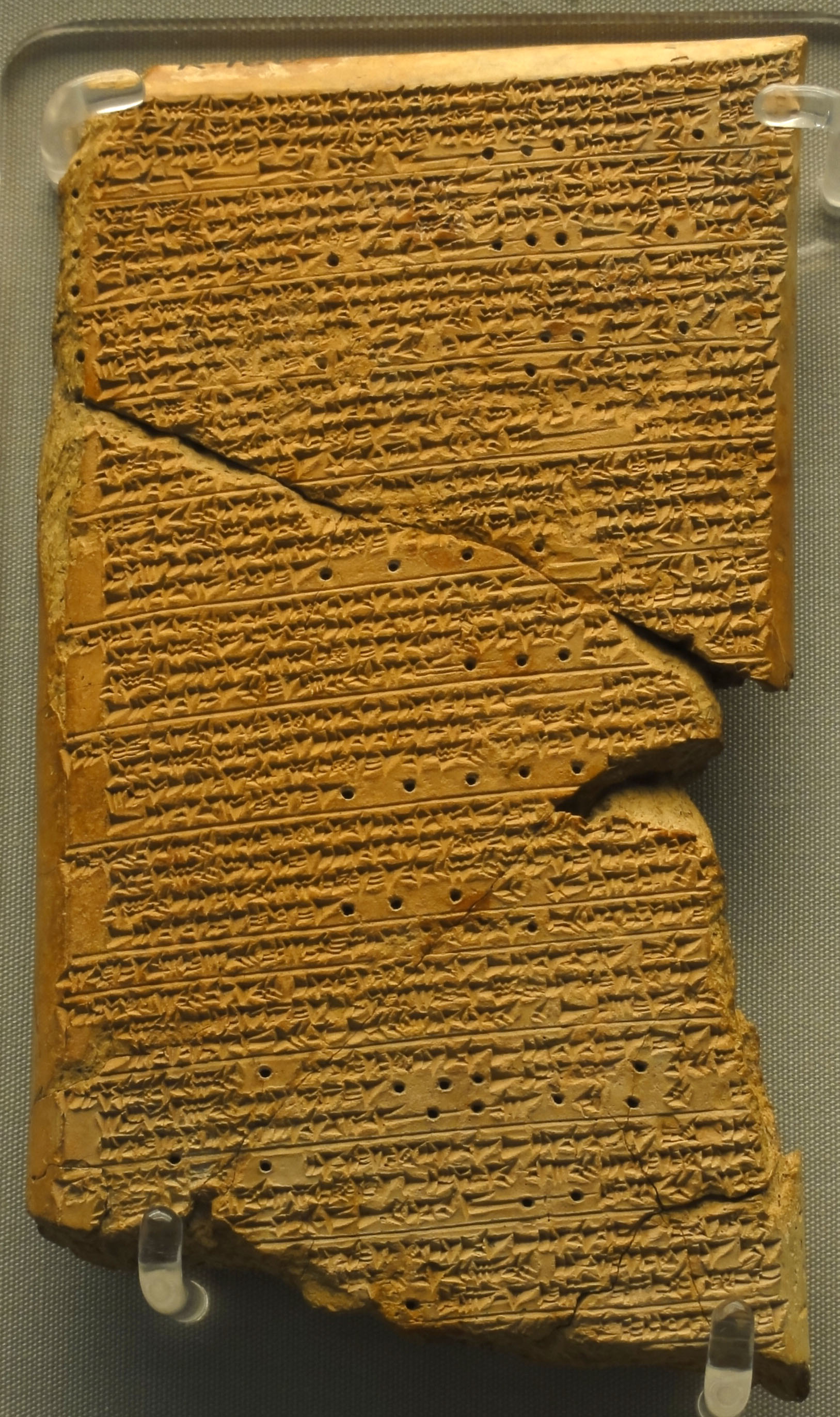
La tavoletta di Venere di Ammi-saduqa

Per il Vicino Oriente antico si seguono naturalmente datazioni archeologiche (collocazione di reperti sia degli uni rispetto agli altri, ma anche datazione assoluta, cioè in rapporto al presente) e datazioni culturali. Le prime si fondano in generale sulla stratigrafia verticale, le seconde sulla stratigrafia orizzontale (quella in uso per le necropoli, ad esempio) e sulla classificazione tipologica. Le seconde devono per forza di cose svolgere un ruolo solo secondario. La datazione assoluta può sostanziarsi con il rinvenimento di documenti testuali in uno strato o con uno dei vari metodi fisico-chimici con cui possono essere datati alcuni materiali, in particolare quelli organici.
Per il periodo che va dalla fine del IV millennio a.C. alla metà del III, la documentazione è quasi solo archeologica (i documenti scritti di questo periodo sono quasi tutti di carattere amministrativo), mentre acquista un carattere più articolato per il periodo che va dalla seconda metà del III millennio al I millennio a.C.: sono state rintracciate iscrizioni reali, calendari, cronache, annali, atti giuridici e liste reali. Altre fonti importanti per la ricostruzione della cronologia assira e babilonese sono la cosiddetta Storia sincronica (che narra dei rapporti tra Assiria e Babilonia nel I millennio a.C., suggerendo molti importanti sincronismi) e le Cronache babilonesi; queste ultime (oggi conservate al British Museum) sono basate sui Diari astronomici e raccolgono eventi da Nabonassar (747-734 a.C.) al periodo ellenistico.
La cronologia del I millennio a.C. è nota con sufficiente sicurezza e si fonda su una buona documentazione, che include il cosiddetto Canone tolemaico, una lista reale redatta dall'astronomo greco Claudio Tolomeo nel II secolo d.C., che parte dal 747 a.C. Un altro riferimento certo è una eclissi occorsa il 15 giugno 763, che permette di datare in modo assoluto una lunga sequenza di funzionari eponimi assiri (i limmu). La cronologia dei primi secoli del I millennio a.C. è meno certa e andando indietro nel tempo la situazione si fa ancora più incerta.
Le culture antico-orientali sentirono l'esigenza di fissare una propria cronologia degli eventi (ruolo svolto da scribi e sacerdoti), ma in modi spesso incompatibili con la storiografia modernamente intesa. Le ere in uso in Mesopotamia erano relativamente brevi e facevano riferimento per lo più alle intronizzazioni, in modo che ogni città-stato poteva averne una propria. Così, esiste ad esempio un documento datato "giorno 4, mese III, anno sesto di Nabucodonosor", che rischia, così com'è, di restare slegato dai sistemi di riferimento moderni.
I sistemi di datazione in uso tra le popolazioni mesopotamiche erano essenzialmente tre:
- l'identificazione dell'anno attraverso il nome di un funzionario eponimo, detto līmu (così in Assiria lungo tutto il corso della sua storia).
- la denominazione di un anno con riferimento ad un evento, come ad es.: "l'anno in cui furono costruite le mura nella città x" (tale sistema, detto "del nome di anno" – year name in inglese – fu in uso nel sud sumerico e poi a Babilonia fino alla metà del II millennio a.C.).
- l'ordinamento degli anni in base alle intronizzazioni dei re (sistema in uso nella Babilonia cassita e anche successivamente).

Testi come la Lista reale sumerica (ma anche la Lista reale babilonese e la Lista reale assira, di epoca posteriore) sono giunti frammentati e incompleti. Vi sono poi anche errori materiali, rinvenibili quando è possibile confrontare diverse riproduzioni della stessa lista. Più decisive ancora risultano le manomissioni, intenzionali in maggiore o minor misura, spesso di sapore politico-ideologico: alcuni re o intere dinastie vengono espunte, alcune dinastie che esercitarono il loro potere nello stesso periodo vengono messe acriticamente in sequenza. Più facilmente controllabile risulta l'inserimento di elementi mitico-leggendari, in particolare agli inizi di queste liste.
La cronologia che si è riusciti a estrapolare dai dati a disposizione è sufficientemente precisa per il periodo 1500-500 a.C. e anzi, per il I millennio a.C. gli storici hanno a disposizione cronache babilonesi e annali assiri che risultano più precisi delle liste.
La Lista reale assira è la sequenza dinastica meglio conservata e la più lunga. Eppure, verso la metà del II millennio a.C. si produce uno iato, provocato dalle lacune nel testo e da diverse sovrapposizioni di dinastie babilonesi. Per il periodo 2500-1500 a.C. questo iato è misurabile in decine di anni, ma diventa più corposo man mano che si retrocede a tempi più antichi. Il tentativo di sistemare lo iato in relazione al periodo intorno alla metà del II millennio a.C., riferendosi ad allusioni a fenomeni astronomici contenuti in testi paleo-babilonesi (periodo di Ammi-Saduqa, re della prima dinastia babilonese: 1582-1562 a.C., secondo la cronologia corta; si tratta della cosiddetta "tavoletta di Venere di Ammi-saduqa") non ha avuto successo, poiché gli astronomi non hanno trovato un accordo sull'interpretazione di queste allusioni. In base alle incerte indicazioni degli astronomi, sono state determinate tre cronologie diverse: una, cosiddetta "cronologia lunga", una "cronologia media", una "cronologia breve" e una "cronologia ultrabreve". Quella "media" riscuote il maggior consenso. La cronologia più solida è quella relativa alla Mesopotamia: quelle delle aree circostanti si appoggiano a questa.
Tra le liste reali, è possibile distinguere quelle in sumero e quelle in accadico. In sumero abbiamo solo la Lista reale sumerica e la Lista reale di Lagash. Molte di più sono quelle in accadico: la Lista reale di Larsa, la Lista reale di Ur-Isin, la Lista reale babilonese, la Lista reale assira e la assira Lista sincronica, così detta perché apparentemente cerca di istituire sincronismi tra i regni assiri e babilonesi. La Lista reale babilonese si compone di tre diversi documenti (indicate con le lettere A, B e C). Esistono poi tre diversi principali esemplari della Lista reale assira: la Lista reale di Nassouhi (NaKL), la Lista reale di Khorsabad (KhKL) e la cosiddetta Seventh Day Adventist Seminary King List (SDAS).
Esistono poi liste più tarde: la Lista reale di Uruk (UKL), custodita all'Iraq Museum e per questo catalogata al numero IM 65066, giunge fino al III secolo a.C.; la Lista reale del periodo ellenistico, conservata al British Museum e per questo catalogata al numero BM 35603, giunge fino al II secolo a.C.

### Storia delle scoperte archeologiche
Alla metà del XIX secolo, gli imperialismi contrapposti di Francia e Gran Bretagna spinsero i due Paesi a concentrarsi nell'Iraq settentrionale, la regione dell'antica Assiria, dove affioravano i monumenti più sontuosi. Solo alla fine dell'Ottocento gli archeologi scavarono nell'Iraq meridionale e rintracciarono la civiltà sumera.
Alcuni eventi del XX secolo hanno avuto un drammatico impatto anche sulla ricerca archeologica: la Rivoluzione iraniana del 1979, la prima e la seconda guerra del Golfo (1991 e 2003), la guerra civile siriana, scoppiata nel 2011, hanno costretto gli archeologi a recarsi in aree prima considerate periferiche. Le scoperte archeologiche lì avvenute hanno concorso a riconsiderare la centralità storica della Mesopotamia.

## Protostoria

### Epipaleolitico
Robert John Braidwood distingue due fasi nell'epipaleolitico:
- «periodo di caccia e raccolta intensificata» (ca. 15.000-10.000 a.C.)
- «periodo della produzione incipiente» (ca. 10.000-7.500 a.C.)

Nella prima fase, l'insediamento è ancora in caverne e le comunità, al seguito degli animali che sostentano la loro dieta, sono formate da 40-50 individui al più. Gli uomini non hanno ancora sviluppato nessuna tecnica di produzione o conservazione del cibo e la sussistenza resta una sfida quotidiana. L'uomo tende a cacciare prede più minute (gazzelle, ovini, caprini), ma non lo fa più in modo indiscriminato: si tenta piuttosto di salvaguardare la consistenza del gregge, attraverso una forma che è di controllo, anche se non ancora diretto. La raccolta di graminacee e leguminose produce un'involontaria diffusione e selezione dei semi. L'industria litica si dirige verso il microlitismo. Appaiono i primi pestelli.
Nella seconda fase, inizia l'addomesticamento delle greggi, con il conseguente utilizzo di latte e lana, e i primi esperimenti di coltivazione. L'uomo inizia ad abbandonare gradualmente il nomadismo, stabilendosi progressivamente in bassa montagna, accanto ad una forte varietà di unità ecologiche.

### Neolitico

#### Neolitico aceramico
| Schema cronologico della rivoluzione neolitica |                                 |                                              |                                                       |                                 |                                  |                                                          |                             |                        |
| 15000                                          | Periodizzazione                 | Palestina                                    | Siria                                                 | Tauro                           | Anatolia                         | Kurdistan                                                | Luristan                    | Khūzestān              |
| 10000                                          | Caccia e raccolta intensificata | Kebara                                       |                                                       |                                 |                                  | Zarzi                                                    |                             |                        |
| 7000                                           | Produzione incipiente           | Natufiano (10000-8500) PPNA (8000-7300)      | Natufiano (10000-8500) PPNA (8000-7300)               |                                 | Hagilar aceramico (7500-7000)    | Zawi Chemi Shanidar (9000-8000) Karim Shahir (7500-7000) | Ganjdareh Asiab (8000-7500) | Bus Mordeh (7500-6500) |
| 6000                                           | Neolitico aceramico             | PPNB (Gerico) (7000-6000) Beidha (7000-6000) | PPNB (Mureybat) (ca. 6500) Buqros, el-Kom (6500-6000) | Çayönü (7500-6500) Giafer Hüyük | Çatalhöyük aceramico (7000-6000) | Jarmo aceramico (6500-6000)                              | Tepe Guran (6500-6000)      | Ali Kosh (6500-6000)   |

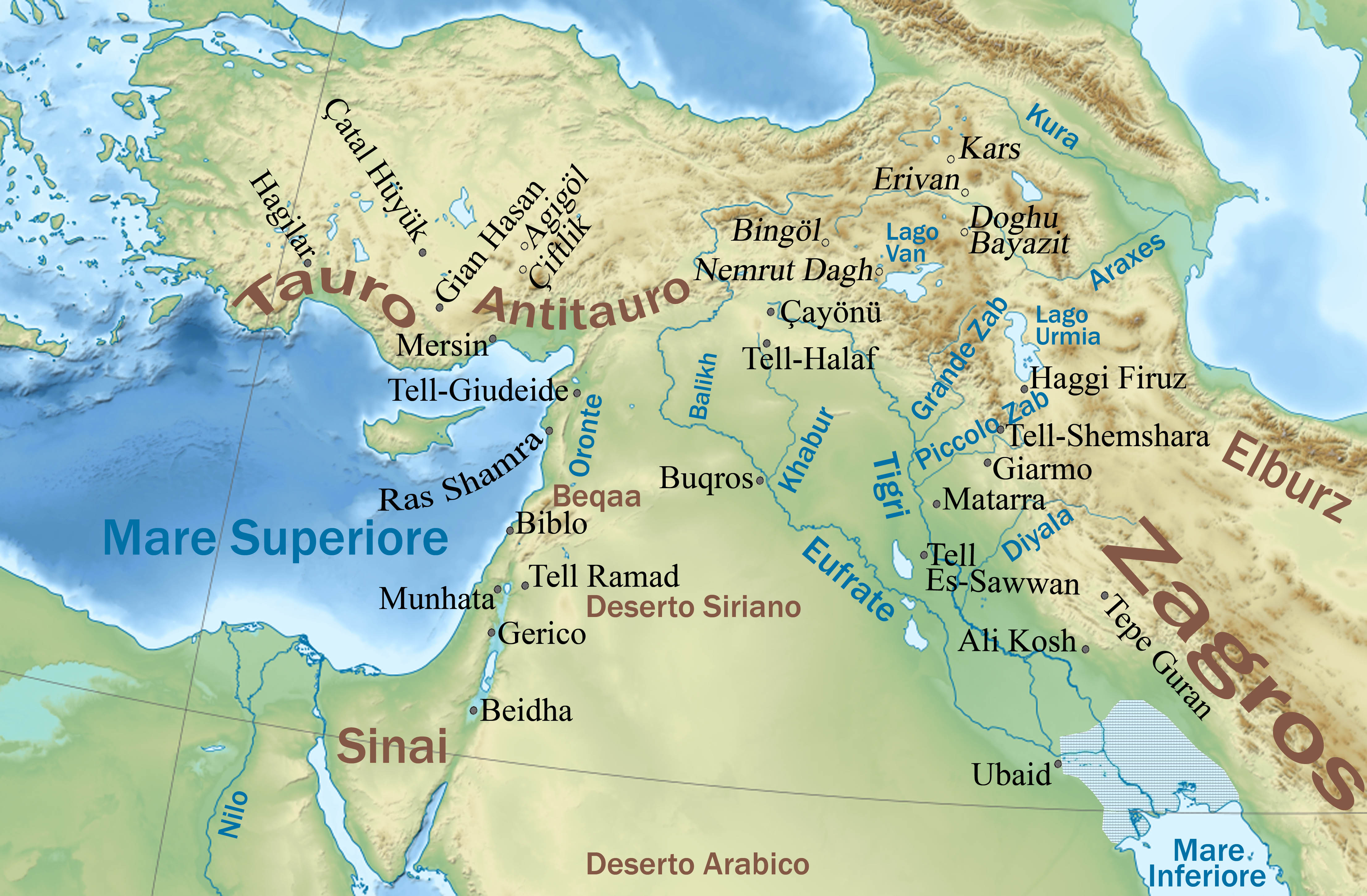
Siti protostorici del Vicino Oriente all'epoca dei primi commerci di ossidiana (le dimensioni del Golfo Persico sono quelle ipotizzate per il 3000 a.C.)

Il periodo del neolitico aceramico (ca. 7.500-6.000 a.C.) può essere inteso come un neolitico pressoché "pieno". La totale sedentarietà, in case di mattoni crudi o fango, si può dire raggiunta. Le abitazioni hanno ora forma quadrangolare, un formato intrinsecamente aperto a nuovi aggregati. Molto importante è in questa fase la cooperazione interfamiliare all'interno dei villaggi, composti ora da diverse centinaia di individui.
I nuclei abitati sono del tutto autonomi, ma i contatti tra di essi si ampliano e arrivano a coprire anche distanze di discreta lunghezza per quanto riguarda la reperibilità di certi materiali (pietre dure, metalli, conchiglie): in particolare, si sviluppa un commercio dell'ossidiana (dall'Anatolia e dall'Armenia), mentre le conchiglie giungono dal Mediterraneo, dal Mar Rosso, dal Golfo Persico. Ci si scambia insomma materiali di pregio e di poco ingombro (non le cibarie, dunque).

#### Il neolitico pieno e la crisi del VI millennio
Cultura di Haggi Muhammad
     Cultura di Samarra
     Cultura di Halaf
     Cultura di Hassuna
     Culture "tipo Halaf"
     Ceramiche anatoliche
     Amuq D e neolitico ceramico B palestinese
     (area di Biblo): neolitico medio di Biblo

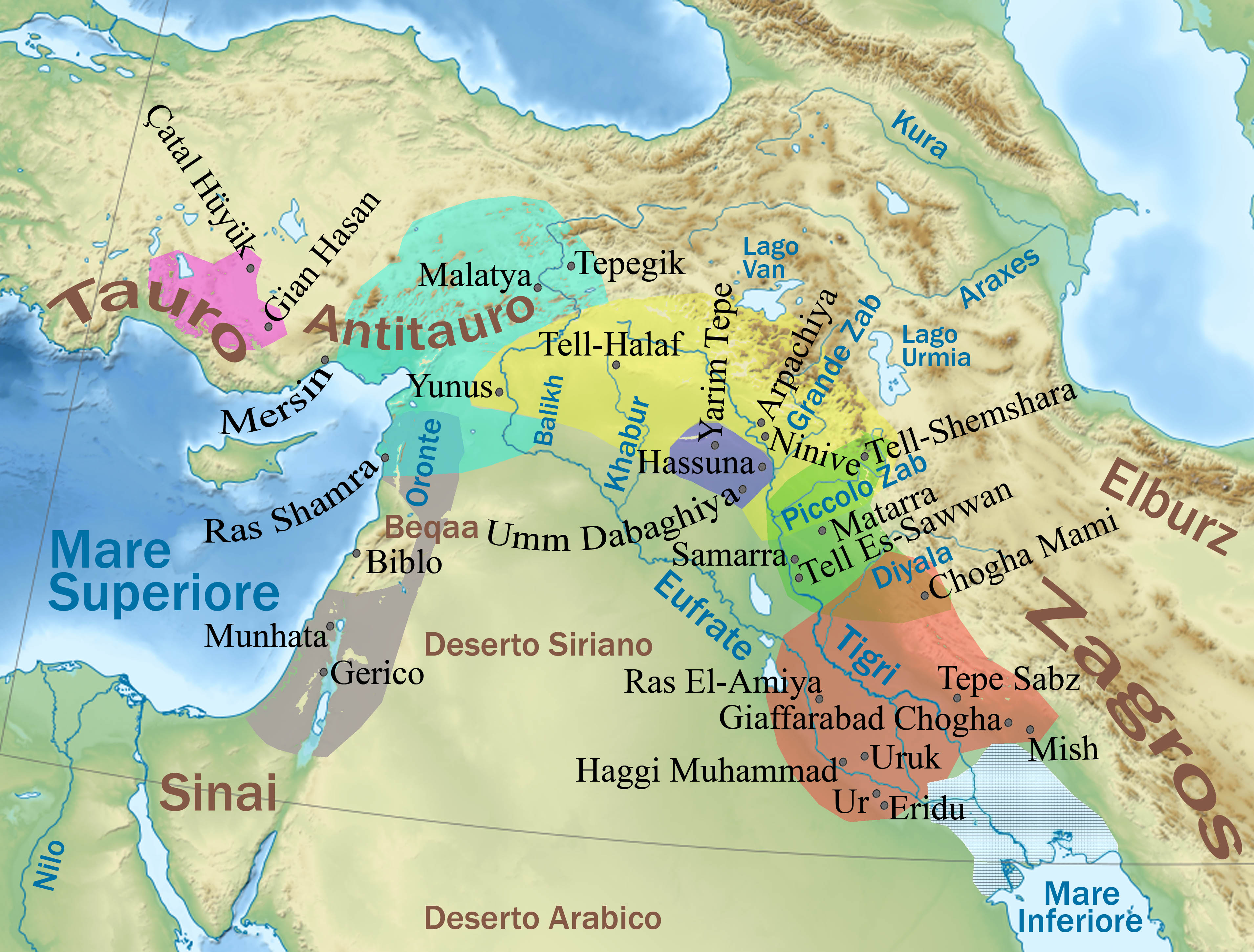
Zone di influenza delle diverse culture nel periodo medio Halaf, 5600-4500 a.C. (le dimensioni del Golfo Persico sono quelle ipotizzate per il 3000 a.C.)
Legenda (da sudest a nordovest approssimativamente):
Cultura di Haggi Muhammad
Cultura di Samarra
Cultura di Halaf
Cultura di Hassuna
Culture "tipo Halaf"
Ceramiche anatoliche
Amuq D e neolitico ceramico B palestinese
(area di Biblo): neolitico medio di Biblo

Il periodo che va dal 6000 al 4500 a.C. è indicato generalmente come "neolitico pieno". L'affermarsi dei nuovi caratteri nell'economia di sussistenza (agricoltura e allevamento) è accompagnato da nuove tecniche di manifattura (tessitura, lavorazione della ceramica e del rame martellato) e dal perfezionamento di quelle già esistenti (punte di freccia, falcetti, strumenti per la lavorazione delle pelli, per la tosatura e la macellazione).
La ceramica, in particolare, usata per cuocere e per consumare i cibi (e più di rado i liquidi), svolge in questa fase un ruolo molto importante, soprattutto per quanto riguarda l'inizio delle coltivazioni estese.
L'allevamento si concentra su cane (usato per la difesa e la caccia), caprovini, suini, bovini e asini.
Gli abitati iniziano a diffondersi dalle zone pedemontane agli altopiani iranici e anatolici e, finalmente, giungono a popolare la piana mesopotamica.
Agricoltura irrigua, macinazione dei semi e tecniche di conservazione del cibo sono i momenti più importanti di un'economia ormai quasi esclusivamente a base agro-pastorale. Prosegue comunque l'attività di raccolta e continuano ad essere sempre praticate caccia, pesca e raccolta di molluschi e crostacei.
Nella prima metà del VI millennio incontriamo una fase di arresto o di crisi, segnata dal diminuire sensibile dei dati archeologici (crisi forse imputabile ad un periodo di siccità, conseguente al cambiamento climatico avvenuto intorno al 10.000 e che portò un innalzamento della temperatura).

#### Rapporti tra comunità: guerra e commercio
La "colonizzazione" neolitica lascia ampi spazi residuali, dedicati alla caccia e alla raccolta. Si ipotizza una bassa conflittualità tra le comunità, poiché le armi pervenuteci non denotano una differenziazione tipologica tra caccia e guerra.
Del linguaggio nulla si sa, me si presume una certa differenziazione e corrispondenza areale alla fase storica. La corrispondenza tra cultura, lingua e ethnos può essere stata maggiore in questa fase seminale, mentre in epoca storica tende ad essere nulla o irrilevante e, al limite, fuorviante.
Quanto al commercio, come detto, la tecnologia neolitica non è in grado di supportare trasporti di materiali ingombranti o di cibi. Vengono commerciati materiali preziosi (nelle proporzioni dell'epoca). È stato possibile ricostruire per grandi linee il commercio dell'ossidiana, a motivo della diversa composizione chimica che ha a seconda del luogo di provenienza (diverse quantità di bario e zirconio).
| Schema cronologico del neolitico del Vicino Oriente | Schema cronologico del neolitico del Vicino Oriente | Schema cronologico del neolitico del Vicino Oriente | Schema cronologico del neolitico del Vicino Oriente                            | Schema cronologico del neolitico del Vicino Oriente | Schema cronologico del neolitico del Vicino Oriente | Schema cronologico del neolitico del Vicino Oriente | Schema cronologico del neolitico del Vicino Oriente |
| 6000                                                | Khabur                                              | Gebel Singiar Assiria                               | Medio Tigri                                                                    | Bassa Mesopotamia                                   | Khuzistan                                           | Anatolia                                            | Siria                                               |
| --------------------------------------------------- | --------------------------------------------------- | --------------------------------------------------- | ------------------------------------------------------------------------------ | --------------------------------------------------- | --------------------------------------------------- | --------------------------------------------------- | --------------------------------------------------- |
| 5500                                                |                                                     | Umm Dabaghiya                                       |                                                                                |                                                     | Muhammad Giaffar                                    | Çatalhöyük (6300-5500)                              | Amuq A                                              |
| 5200                                                | Halaf antico                                        | Hassuna                                             | Samarra antico (5600-5400) Samarra medio (5400-5000) Samarra tardo (5000-4800) |                                                     | Susiana A                                           | Hagilar Mersin 24-22                                | Amuq B                                              |
| 4800                                                | Halaf medio                                         | Hassuna tardo Gawra 20                              | Samarra antico (5600-5400) Samarra medio (5400-5000) Samarra tardo (5000-4800) | Eridu (= Ubaid 1) Eridu 19-15                       | Tepe Sabz                                           | Hagilar Mersin 22-20                                | Amuq C                                              |
| 4500                                                | Halaf tardo                                         | Gawra 19-18                                         |                                                                                | Haggi Muhammad (= Ubaid 2) Eridu 14-12              | Khazineh Susiana B                                  | Gian Hasan Mersin 19-17                             | Amuq D                                              |

### Calcolitico
| Schema cronologico del calcolitico del Vicino Oriente | Schema cronologico del calcolitico del Vicino Oriente | Schema cronologico del calcolitico del Vicino Oriente | Schema cronologico del calcolitico del Vicino Oriente | Schema cronologico del calcolitico del Vicino Oriente | Schema cronologico del calcolitico del Vicino Oriente |
| 4500                                                  | Mesopotamia                                           | Mesopotamia                                           | Khūzestān                                             | Siria                                                 | Anatolia                                              |
| 4500                                                  | Sud                                                   | Nord                                                  | Khūzestān                                             | Siria                                                 | Anatolia                                              |
| ----------------------------------------------------- | ----------------------------------------------------- | ----------------------------------------------------- | ----------------------------------------------------- | ----------------------------------------------------- | ----------------------------------------------------- |
| 4000                                                  | Ubaid antico (=Ubaid 3) Eridu 11-9                    | Ninive 3 Gawra 17-14                                  | Susiana C Mehmeh                                      | Amuq D                                                | Mersina 16                                            |
| 3500                                                  | Ubaid tardo (=Ubaid 4) Eridu 8-6 Uruk 18-15           | Ninive 3 Gawra 13-12                                  | Bayat Susa A                                          | Amuq E                                                | Mersina 15                                            |

Le prime avvisaglie di un passaggio dalla fase protostorica a quella storica consistono nell'edificazione di edifici che sembrano dedicati al solo culto (ma non si tratta di veri e propri templi). Sotto questo aspetto, particolarmente significativa risulta la Cultura di Ubaid, (che prende il nome dal sito guida di Ubaid, nella Bassa Mesopotamia), una cultura cronologicamente assai consistente (dura infatti dal 4500 al 3500), al cui inizio si fa coincidere l'inizio del Calcolitico locale. È in questa fase che avviene una prima sistemazione infrastrutturale dell'alluvio. Nella fase tarda della cultura di Ubaid si collocano i livelli 7 e 6 del tempio di Eridu, in cui si forma quello che diverrà il modello standard dell'edificio templare mesopotamico per tremila anni. I corredi funerari fanno pensare ad una seminale stratificazione sociale.

## La rivoluzione urbana
| Schema cronologico della rivoluzione urbana |                                       |                                                   |                                                           |                           |                                               |
| 3500                                        | Bassa Mesopotamia                     | Alta Mesopotamia                                  | Iran occidentale                                          | Siria                     | Anatolia orientale                            |
| 3200                                        | antico Uruk 14-9 Eridu 5-4            | Gawra 11-10                                       | Khuzistan: Susa B Zagros: Godin 7 Fars: antico Banesh     | Amuq F Hama K             | Malatya 7                                     |
| 3000                                        | tardo Uruk 8-4 Eridu 3-2 Nippur 16-15 | Gawra 9 Ninive 4 Tell Brak ("tempio dell'occhio") | Khuzistan: tipo Uruk Zagros: Godin 5-6 Fars: medio Banesh | Habuba Kebira Gebel Aruda | Malatya 6A Hassek Kurban Hüyük 6 Mersin 14-13 |
| 2900                                        | Gemdet Nasr Uruk 3 Nippur 14-12       | Gawra 8 Ninive 5                                  | Khuzistan: Susa C Zagros: Godin 4 Fars: tardo Banesh      | Amuq G Hama K             | Malatya 6B Kurban Hüyük 5 Mersin 12           |

Il periodo di Uruk (dal 4000 a 3100 a.C. ca.) prende il nome dal sito guida di Uruk. È in questa fase che viene individuato un "salto" organizzativo: il passaggio dalla nicchia ecologica pedemontana, in cui si interfacciano ambienti assai diversi a distanza ravvicinata, ad una decisamente più vasta, quella dell'alluvio, sembra il motivo fondante che ha spinto le comunità umane ad organizzarsi a livelli congrui: Tigri ed Eufrate offrivano infatti un potenziale raccolto assai più ricco, ma d'altra parte si rendeva necessario un lavoro di canalizzazione fortemente coordinato per permettere il passaggio dall'agricoltura "secca" del pedemontano a quella irrigua dell'alluvio: la prima obbedisce alle precipitazioni, la seconda è in misura maggiore frutto del lavoro umano, perché convoglia le acque lì dove è necessario e drena le quantità in eccesso. L'alluvio, che nel periodo della prima neolitizzazione, era ancora lontano dai fulcri dello sviluppo tecnologico e insediamentale, durante il calcolitico e nel passaggio alla prima età del bronzo diventa il polo centrale e tale rimarrà per tutta l'antichità preclassica, pur in rapporto dialettico con le zone semiaride e con l'elemento nomadico che le abita. Il culmine della "rivoluzione urbana" della Bassa Mesopotamia è da collocare tra il 3500 e il 3200 a.C.: in questa fase, corrispondente al tardo-Uruk, la sedentarizzazione dei produttori agricoli assume proporzioni di rilievo mai riscontrato prima; va notato che "Le grandi organizzazioni della prima urbanizzazione si costituiscono in assenza dello strumento della scrittura: sono proprio le loro esigenze a portare alla sua introduzione".

### La prima urbanizzazione

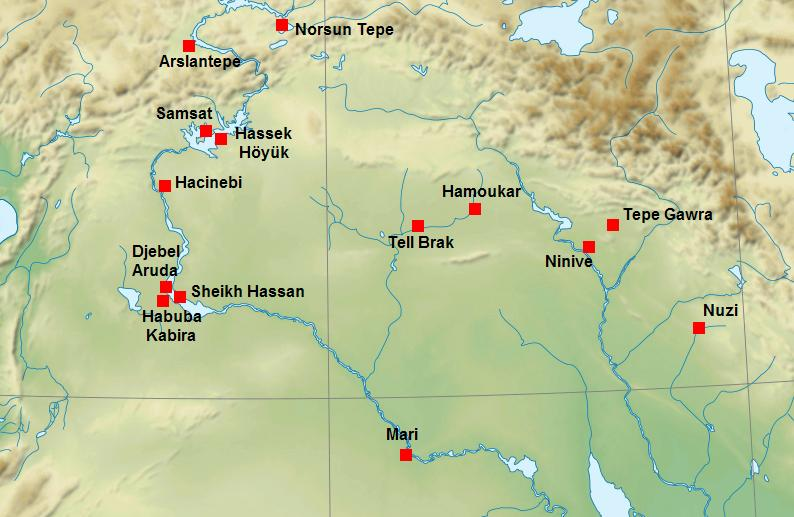
I principali siti archeologici del periodo di Uruk nell'Alta Mesopotamia e nel sud-est dell'Anatolia

Il nord viene in qualche modo "colonizzato" dal modello Uruk, con la creazione di insediamenti finalizzati a supportare, a quanto sembra, il commercio meridionale (un commercio sostanzialmente fluviale). Pure, è già presente e rimane in vita una cultura autonoma del nord, che si rifletteva (e si rifletterà) in un diverso modello politico, sostanziato da un diverso rapporto con il territorio. In particolare, tra il sud (Sumer) e il nord (Akkad):
- il territorio del sud è più soggetto a paludizzazione; viene organizzato a livello centrale ("colonizzazione templare")
- a nord i flussi idrici sono controllati con più facilità (a detrimento dei territori a valle); il ruolo dei "liberi" è maggiormente incisivo, data la natura "gentilizia" del comando

In sostanza, insediamenti come Susa o Habuba Kebira sembrano essere vere e proprie "colonie" di Uruk, mentre in diversi centri coevi, nel nord, il rapporto con l'elemento nomadico-pastorale definisce un panorama politico diverso. Si tratta dei centri di Subartu (la futura Assiria) e del "triangolo del Khabur: il sito-guida di Tepe Gawra rappresenta per il nord quello che Uruk ha rappresentato per il sud. Quando vi giunge la "colonizzazione", questa si impianta su una importante cultura, mentre, sempre al nord, vi sono anche casi di vera e propria fondazione dal nulla (la stessa Habuba Kebira e Gebel 'Aruda). Un altro importante centro del nord è Ninive. Tell Brak è invece il sito più rilevante del triangolo del Khabur (rilevante il suo "tempio dell'occhio").
Quanto alla Palestina, la prima urbanizzazione la coinvolse appena.

## Antica età del bronzo
Il Bronzo Antico del Vicino Oriente va dal 3000 al 2000 a.C.

### La crisi della prima urbanizzazione

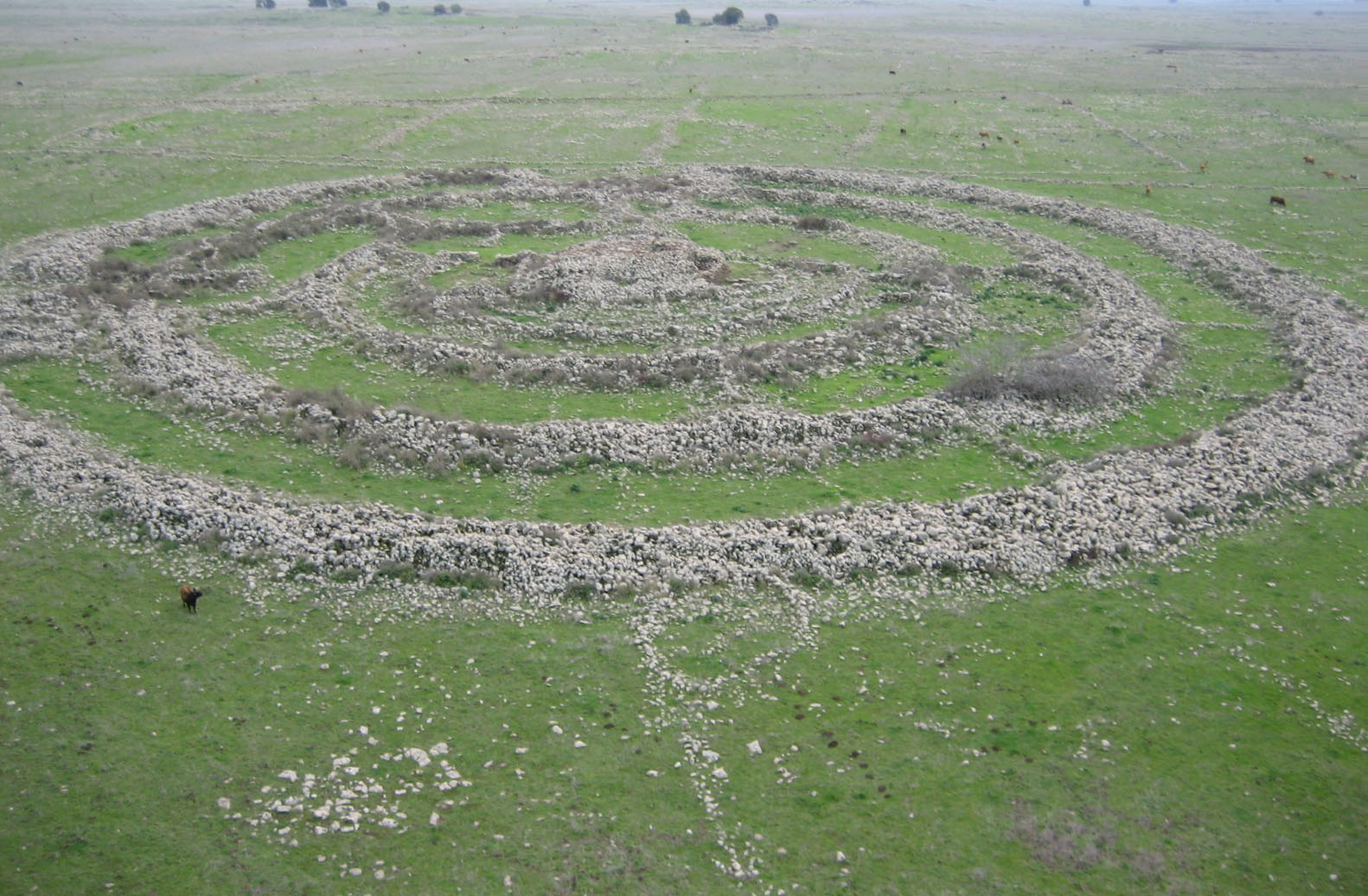
Il monumento megalitico di Rujm el-Hiri (Bronzo antico, 3000–2700 a.C.), nelle Alture del Golan (in zona UNDOF)

Nella sua fase più tarda (fine del IV millennio a.C.), la cultura di Uruk patisce una forte contrazione, che vede la sparizione di alcuni centri che ad essa fanno riferimento. Le ragioni di questa crisi non sono del tutto chiare: Liverani ipotizza una questione di rendimento dei raccolti, più contratto fuori dell'alluvio. La portata di questa crisi, in assenza di documentazione scritta, può essere valutata solo in rapporto alla cultura materiale (specialmente la produzione ceramica): ad essa succede comunque una regionalizzazione (a fronte della forte omogeneità rappresentata dagli insediamenti tipo-Ubaid). Alla fase di Uruk segue il cosiddetto periodo di Gemdet Nasr (corrispondente a Uruk 3), che prende il nome dal sito guida di Gemdet Nasr: questa fase è detta "proto-letterata". Ad essa segue il periodo detto "protodinastico", con una prima fase recessiva (Proto-Dinastico I, 2900-2750 ca.).

### La fase protodinastica
Con questa fase si entra nel III millennio a.C. Le fasi protodinastiche II e III, dopo la prima fase recessiva, sono di espansione, sia demografica che tecnologica. La regionalizzazione prodotta dalla crisi della prima urbanizzazione si sviluppa adesso in un sistema di città-stato: tra queste, la stessa Uruk, Ur ed Eridu nel sud, Lagash e Umma sul Tigri, Adab, Shuruppak e Nippur nella zona centrale, Kish a nord ed Eshnunna nell'estremo nord.

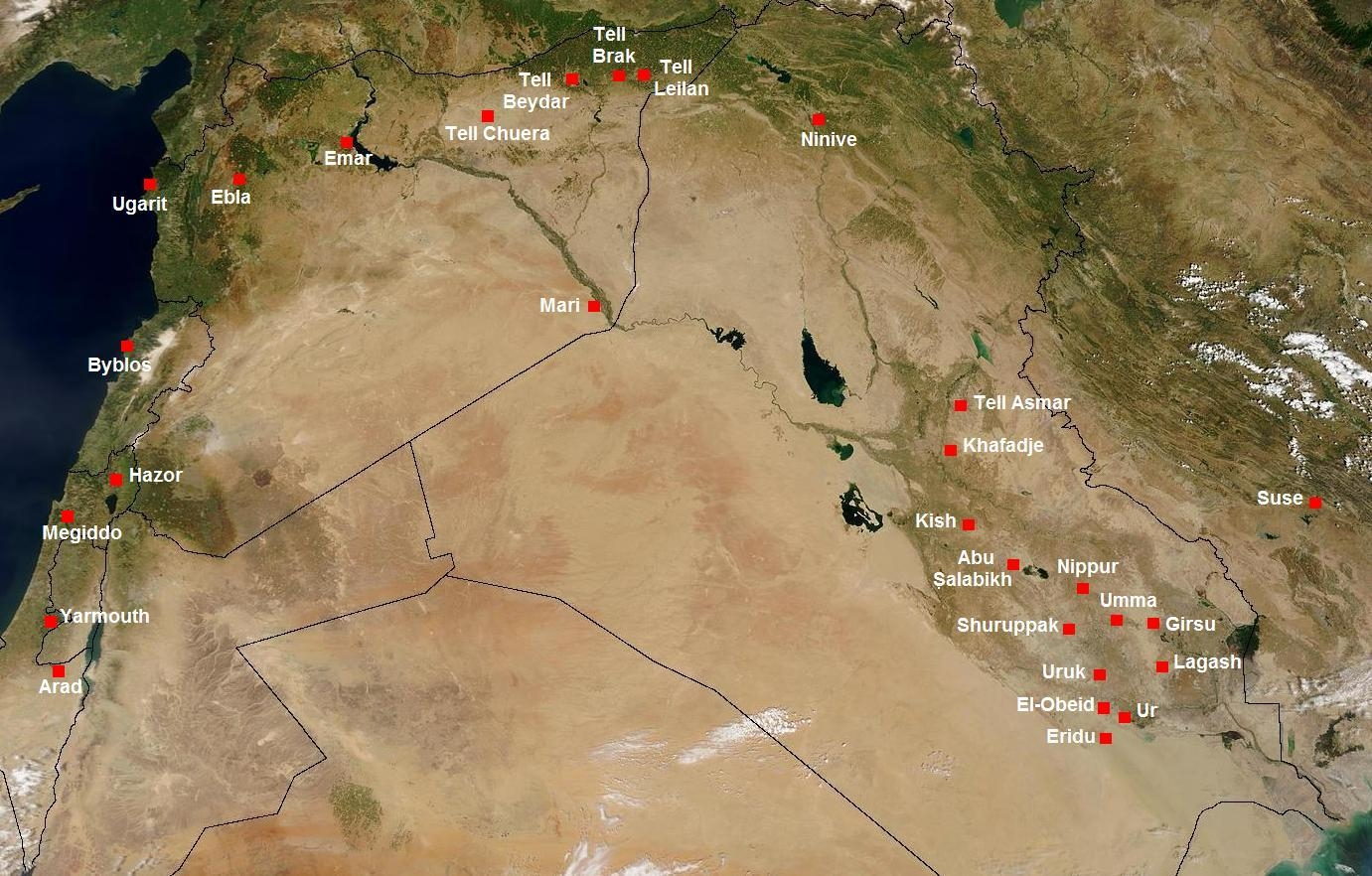
La Mesopotamia protodinastica (i confini indicati sono quelli attuali: al centro l'Iraq; in senso orario, dal basso: Arabia Saudita, Giordania, Israele, Cisgiordania, Libano, Siria, Turchia, Iran). A nord ovest di Mari, il fiume Khabur incontra l'Eufrate: di lì si apre il "triangolo del Khabur", il "paese alto", a nord-ovest di Subartu, la futura Assiria.

| Periodo Proto-Dinastico in Mesopotamia | Periodo Proto-Dinastico in Mesopotamia | Periodo Proto-Dinastico in Mesopotamia |
| -------------------------------------- | -------------------------------------- | -------------------------------------- |
| Proto-Dinastico I                      |                                        | 2900-2750 ca.                          |
| Proto-Dinastico II                     |                                        | 2750-2600 ca.                          |
| Proto-Dinastico III                    | a                                      | 2600-2450 ca.                          |
| Proto-Dinastico III                    | b                                      | 2450-2350 ca.                          |

### La seconda urbanizzazione

#### La seconda urbanizzazione in Siria e Alta Mesopotamia
Il panorama valido per la prima urbanizzazione (una cultura meridionale che si impianta su un sostrato settentrionale a carattere gentilizio e pastorale) si ripete in occasione della seconda urbanizzazione. Va però detto che questa seconda urbanizzazione ha maggiore diffusione rispetto alla prima e si impianta in modo più stabile e significativo: i due insediamenti fondamentali (vere "teste di ponte" del sud al nord) sono Mari sull'Eufrate e Assur sul Tigri: intorno a questi insediamenti, diretta emanazione sumerica, c'è tutta una costellazione di insediamenti (città o villaggi) che sono invece emanazione della cultura settentrionale: tali insediamenti pedemontani si fondano sull'agricoltura "secca" (che si basa sulle precipitazioni) e sull'allevamento di caprovini (al sud assai meno significativo). L'influenza del sud si avverte sul piano amministrativo, ma la cultura materiale è diversa e si basa su un retroterra ambientale diverso. Si può ipotizzare una certa unità culturale del pedemontano: si va dal pedemonte dell'Anti-Tauro a quello degli Zagros settentrionali. Con l'apparire di una documentazione scritta, in queste zone emergeranno le popolazioni hurrite e semite (i primi nella fascia più nordica).
Sul lungo periodo, questa fascia insediamentale settentrionale fiorirà nel Proto-Dinastico II (2750-2600) e III (2600-2350) e poi fino all'impero di Akkad (2350-2200), l'invasione gutea (2200-2120), la Terza dinastia di Ur (2120-2000), mentre si registra una fase declinante nel Bronzo Medio e un'ulteriore contrazione nel Bronzo Tardo.

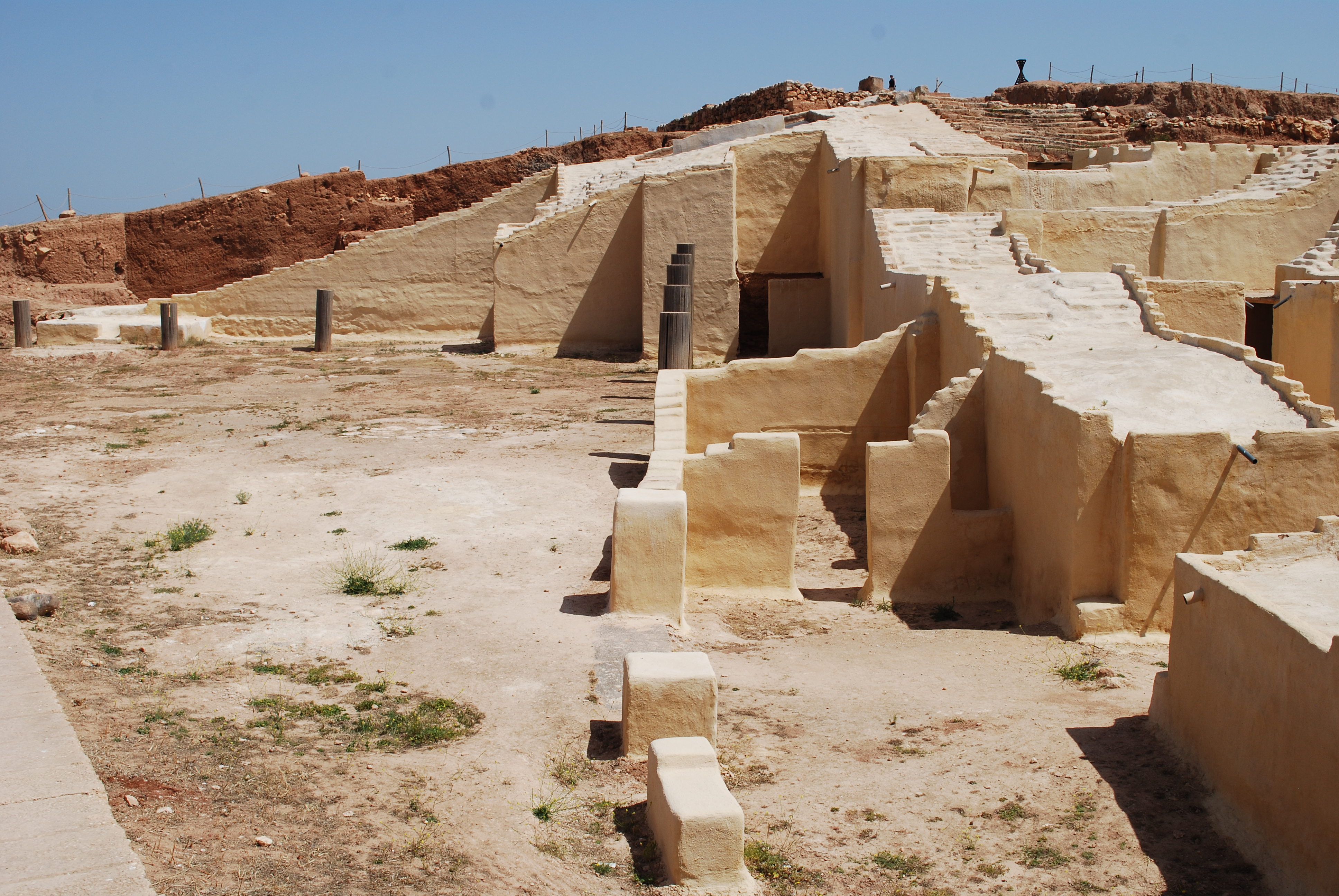
Il Palazzo G di Ebla, dove furono rinvenuti nel 1976 gli archivi reali della città (17000 tavolette di argilla in cuneiforme eblaita)

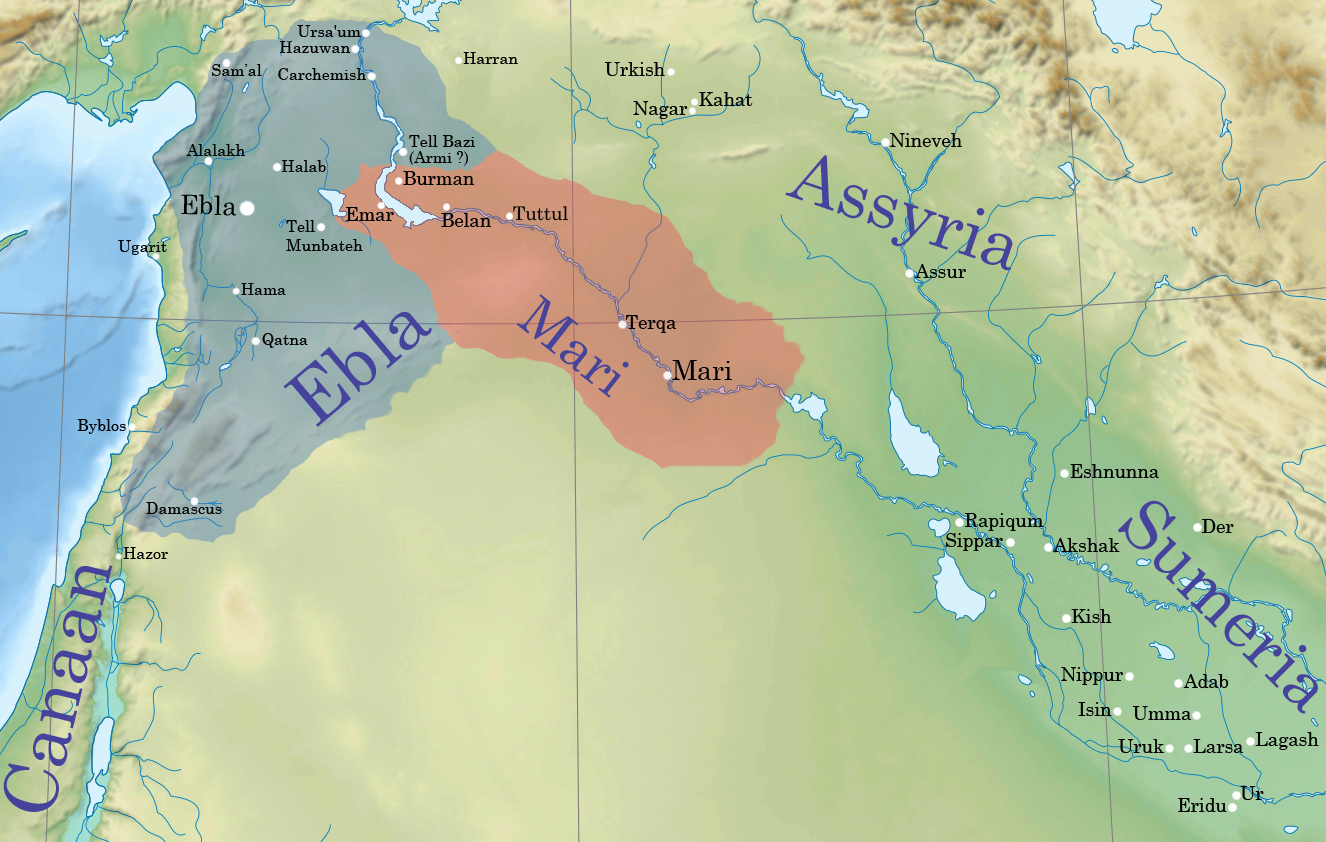
Mari ed Ebla ai tempi del re mariota Iblul-Il (2380 a.C.)

La seconda urbanizzazione comporta una solida diffusione del modello "città", e con esso delle istituzioni e caratteristiche che ad essa si accompagnano: un uso sistematico della scrittura (ovviamente circoscritto ad una élite specializzata, quella degli scribi), centralizzazione del comando, gerarchia degli insediamenti e una forte stratificazione sociale (come mostra il commercio diffuso di oggetti di pregio, illuminato dalle scoperte del centro commerciale di Ebla, in Siria). È possibile che all'improvviso picco insediamentale del III millennio a.C. corrisponda una fase climatica più ricca di precipitazioni, perché successivamente, quando le condizioni climatiche peggioreranno, la fascia del pedemontano (il "paese alto") dimostrerà di non poter sostentare un'urbanizzazione troppo fitta. Non vi sono evidenze archeologiche della comparsa della scrittura in Alta Mesopotamia in questa fase presargonica, ma la ricchezza degli archivi di Ebla ha fatto supporre che anche nel "paese alto" la scrittura fosse utilizzata in modo significativo. Del resto, l'archivio di Ebla fa riferimento ad una a-BAR-SÌLA, probabilmente Assur, per cui si parla di un "trattato tra Ebla e Assur". Se di Assur si tratta, si configurerebbe un sistema commerciale internazionale, con due vie principali, quella di Ebla (alto Eufrate, Siria) e quella di Assur (alto Tigri, Anatolia), le cui reciproche interferenze sarebbero all'origine della decisione di regolamentarne l'uso attraverso un trattato (in particolare, il trattato avrebbe permesso ai mercanti assiri di servirsi dei kāru eblaiti). La via di Assur così ipotizzata è peraltro la stessa che si manifesterà nella fase del commercio paleo-assiro.
Importante è anche la documentazione giuntaci da Mari (città ben presente nelle tavolette degli archivi di Ebla) e dal suo cosiddetto "palazzo presargonide" (forse già del Proto-Dinastico IIIa), i vari templi, tra cui quello di Ishtar. Mari appare una diretta emanazione sumerica, ma la documentazione rivela un'onomastica in gran parte semita e la lingua è la stessa che a Ebla, una lingua semitica "pre-amorrea". Un documento fondamentale per discernere i rapporti tra Ebla e Mari è la cosiddetta "lettera di Enna-Dagan" (non è però chiaro se Enna-Dagan fosse un re di Ebla o, come è più probabile, un re di Mari). Nel complesso, il ruolo commerciale di Mari, passaggio sull'Eufrate tra la Mesopotamia e la Siria come è Assur per il Tigri, è nella sostanza dipendente da quello di Ebla. Per quanto assai oscuro il quadro complessivo di questa fase storica, è possibile ipotizzare una certa competizione tra le due città, che può aver avuto risvolti militari.

#### La seconda urbanizzazione in Libano e Palestina
Alla fine del calcolitico (fine del IV millennio a.C.), la Siria-Palestina sperimenta una fragile esperienza protourbana con il sito di Giawa, nell'odierna Giordania. È solo nel corso del III millennio a.C. (soprattutto alla metà del millennio, in coincidenza con l'apogeo di Ebla) che il modello urbano emerge con forza in queste zone, muovendo da nord a sud, attestandosi prima sulla costa e sulle valli ad agricoltura secca, successivamente sulle colline. In questo periodo (corrispondente al Bronzo Antico III), la Palestina tocca un picco demografico e vasta è anche l'estensione dell'area di penetrazione umana. In passato è stata avanzata l'ipotesi di un fitto fenomeno migratorio da nord. Di fatto sono riconoscibili dei tipi ceramici di ispirazione est-anatolica (in particolare nel tipo di Khirbet Kerak, sul Lago di Tiberiade), ma si tratta di modelli rielaborati da popolazioni locali, nel contesto di uno sviluppo non improvviso.
La cellula di questo sviluppo insediamentale è la tribù pastorale, con un'agricoltura stentata e dipendente da precipitazioni capricciose. Le risorse più importanti sono rappresentate dai cedri del Libano, dal rame della ʻAraba, dal turchese e dalla cornalina del Sinai.
In questa fase è già attestato il centro urbano di Biblo (con evidenze di importazioni dall'Egitto) e forse è di quest'epoca anche la fondazione di Ugarit. Altri centri importanti sono la già nominata Khirbet Kerak (Bet Yerah) e Megiddo, situati nelle valli, Gerico, posto accanto a un'oasi, ʻAi e Tell Farʻah sulle colline. Successivi sono gli insediamenti di Tell ʻAreyni e Tell ʻArad (nel Negev).
Si tratta di centri di dimensioni mediamente inferiori rispetto a quelli siriani e altomesopotamici. Le fortificazioni di tutti questi centri testimoniano di una alta conflittualità tra di essi. Ospitavano edifici pubblici, come è il caso di un palazzo a Megiddo, di un silo a Khirbet Kerak o del cosiddetto tempio di Reshef a Biblo. Nel complesso, i templi della zona sono minuti e ad ambiente unico, molto diversi da quelli dell'alluvio mesopotamico, con cui evidentemente non condividevano la spiccata propensione per l'attività politica e commerciale.
I centri palestinesi sono documentati anche da testi provenienti da Ebla e dall'Egitto dell'Antico Regno (Egitto). Non abbiamo però un quadro dei rapporti di dominio. Peraltro l'archivio di Ebla, che disvela una serie di fitti rapporti commerciali intorno all'antica città siriana, non abbraccia, con i suoi riferimenti, la rete commerciale esistente a sud di Biblo e Hama: sembra che i centri palestinesi gravitino più sull'Egitto, ma va detto che vasi con cartigli egiziani (della IV e VI dinastia) sono stati ritrovati anche ad Ebla (oltre che a Biblo stessa) ed è possibile che Biblo abbia esercitato un ruolo in questo commercio. Diversi sono i beni di prestigio che sono stati trovati in Egitto o ad Ebla e che sono il frutto di questi commerci (intesi come doni regi): lapislazzuli in Egitto e oro ad Ebla, di origine egiziana o forse anche dell'Africa orientale.
Oltre alle risorse già citate (cedri, rame, turchese, cornalina), l'attenzione dell'Egitto verso Palestina e costa libanese è suscitato dall'olio d'oliva e dal vino (commerciati nelle giare di tipica fattura palestinese poi ritrovate nelle necropoli dell'epoca dell'Antico Regno), nonché dalle essenze resinose che i locali ricavano dalle conifere. L'atteggiamento egiziano non è impostato su una parità commerciale: i rapporti con le élite locali erano probabilmente fondati su uno "scambio ineguale", per cui queste, in cambio dell'accesso ai beni, ottenevano oggetti di prestigio (come gli scarabei apotropaici). Ed è probabile che l'Egitto usasse anche la forza per accedere alle risorse palestinesi. L'intervento armato egizio era spesso indirizzato alla repressione dei nomadi (chiamati Shasu, ʻAmu o, con termini più generici, "i selvaggi", "quelli della sabbia"), visti come elemento di disturbo delle pratiche commerciali che l'Egitto intratteneva con le popolazioni stanziali, ma non mancano sortite anche nelle zone urbanizzate, come attestano le iscrizioni tombali di Uni o una rappresentazione parietale a Deshasha, dov'è raffigurato l'assedio di una città palestinese fortificata. Ma non si tratta ancora di un interesse alla gestione diretta del territorio, quanto di protezione alle vie di accesso alle risorse.
La seconda urbanizzazione in Palestina e Libano entra a un certo punto in crisi, ma non è né la pressione dell'impero di Akkad né quella assai più tenue degli Egizi a determinare questo tracollo. Si tratta di una crisi interna, probabilmente determinata dall'insostenibilità di una pressione demografica non adeguatamente supportata dalle risorse del territorio e dalle possibilità tecnologiche del Bronzo Antico. Sarà poi l'elemento nomadico che, nel Medio Bronzo, riuscirà a riportare in Palestina e nelle zone limitrofe una più stabile urbanizzazione.

### L'impero di Akkad

Estensione approssimativa dell'Impero accadico ai tempi di Naram-Sin (2254 al 2218 a.C.)

Gli Accadi, una popolazione semita presente in Mesopotamia fin dal Proto-dinastico II e III (2750-2350 a.C., secondo la cronologia media), erano una popolazione nomade, proveniente, secondo la tradizione, dal deserto siro-arabico. Rappresentano la vistosa manifestazione storica di un fenomeno di lungo periodo, cioè la "coabitazione", in ambito mesopotamico, di popolazioni semite con la civiltà sumera, coabitazione che risale almeno al IV millennio a.C. L'impero da essi costituito (detto "accadico" o "di Akkad"), fondato dall'homo novus Sargon, rappresenta la più importante iniziativa unificatrice fino a quel momento sperimentata in Mesopotamia.
Oltre a Sargon (2335-2279 a.C.), l'altra grande figura di rilievo nei circa 150 anni di vita dell'Impero accadico è Naram-Sin, che regnò dal 2254 al 2218 a.C. Entrambi i grandi re rimasero impressi nella memoria delle genti mesopotamiche molto a lungo, ma Sargon come esempio positivo e Naram-Sin (immeritatamente) come esempio negativo.
La causa del crollo della dinastia di Akkad è generalmente attribuita all'invasione dei Gutei, una popolazione montanara originaria del Luristan. È probabile che il loro dominio si estendesse in prossimità della loro regione di provenienza: ciò significò una certa autonomia per il meridione (Sumer) e tale condizione sarà il preludio alla riconquista del potere politico, con la cosiddetta rinascita sumerica.

### L'età neo-sumerica e Ur III
L'età neo-sumerica o rinascita sumerica (fine del III millennio a.C.) vede un ritorno di iniziativa da parte delle città di Sumer (Bassa Mesopotamia). Durante il dominio guteo, le città-stato sumere avevano goduto di una certa libertà e questo spiega anche come i Gutei abbiano potuto controllare l'area per circa 100 anni. I Gutei spariscono pressoché nel nulla dopo un episodio bellico: Utu‐hegal, re di Uruk, batté in campo aperto l'esercito guteo inviato dal re Tirigan, che fuggì a Durum, dove finì ucciso. Utu-hegal ottenne per breve tempo l'egemonia sulle altre città-stato, ma ben presto venne scalzato da Ur-Nammu, re di Ur. Con lui sorge una nuova dinastia, la Terza dinastia di Ur, che avrà grande significato nelle successive vicende mesopotamiche.
I re più importanti dell'età neo-sumerica sono, oltre a Utu‐hegal (2120-2112 a.C.) a Uruk e Ur-Nammu (2012-2095) a Ur, anche Shulgi (2094-2047) a (successore di Ur-Nammu) e soprattutto Gudea (datazione incerta, probabilmente contemporaneo di Ur-Nammu) a Lagash. Ultimo re di Ur III è Ibbi-Sin (2028-2004).
Con la riconquistata indipendenza, le città-stato sumeriche ripresero la loro tradizione statale, con gli ensi posti a dominare le singole città. Tra queste, la Lista reale sumerica pone l'accento sulla Quarta dinastia di Uruk, mentre i resti archeologici più rilevanti riguardano la Seconda dinastia di Lagash (con i re Ur-Baba, Gudea e Ur-Ningirsu). Particolarmente rilevanti sono i testi letterari e le statue votive relativi a Gudea, che risulta il re sumerico più noto.

## Media età del bronzo
Il Medio Bronzo del Vicino Oriente va dal 2000 al 1500 a.C. Dopo la distruzione della città di Ur a causa degli Elamiti e degli Amorrei, questi daranno il via ai cosiddetti regni amorrei, ovvero stati governati da dinastie di origine amorrea.

### Il Periodo di Isin e Larsa
Il cosiddetto Periodo di Isin-Larsa va all'incirca dal 2000 al 1800 a.C. Prende il nome da due città della Bassa Mesopotamia che (in sequenza) dominarono l'area: Isin (in particolare con la sua (Prima dinastia) e poi Larsa.
Il crollo della Terza dinastia di Ur non determinò una immediata frammentazione politica. Le città-stato, pur in conflitto tra loro, riconoscevano di far parte di un sistema in qualche modo comune, centrato intorno a Nippur, sorta di capitale religiosa, il cui controllo permetteva ad un sovrano di fregiarsi del titolo di Re di Sumer e Akkad (a prescindere dalla reale portata del suo potere). È in questa fase che si consolida l'idea di una regalità che passa di città in città e si sviluppa la Lista reale sumerica (o la si rimaneggia, se essa risale a Ur III).
I re della Prima dinastia di Isin cercarono di assorbire il trauma della caduta di Ur (ma anche altri elementi di discontinuità, come il passaggio dal sumerico all'accadico e il processo di amorreizzazione) attraverso un'ideologia della continuità con i re di Ur III (divinizzazione del re, titolatura, liste reali tese ad evidenziare la diretta successione). Tale continuità era peraltro effettiva. Già con Ibbi-Sin il sistema imperiale di Ur III non poté che lasciare maggiore autonomia a vari centri, tra cui Isin, Larsa, Uruk, al nord Babilonia (i cui livelli stratigrafici paleo-babilonesi non sono accessibili), Eshnunna sulla Diyala e Der al confine con l'Elam. Al contempo, si consolidarono come formazioni statali poi di grossa portata tre centri che avevano rappresentato con Ur III importanti città di frontiera (Mari, Assur e Susa).
A Larsa, dopo una serie di brevi regni, si affermò una dinastia che rimonta a Kudur-Mabuk, forse un elamita con base a Mashkan-shapir, la più orientale delle città della Babilonia centrale. Kudur-Mabuk riuscì ad installare il figlio Warad-Sin sul trono di Larsa. Alla morte di Warad-Sin, il trono fu occupato dal fratello di questi, Rim-Sin. Nel 1793, l'unica città-stato rivale rimasta era Babilonia. Nel 1792, Hammurabi salì al trono di Babilonia.
Con il periodo di Isin-Larsa emerge accanto alla tradizionale documentazione delle grandi organizzazioni palatine e templari una documentazione (soprattutto di carattere giuridico) relativa a iniziative "private" nel campo dell'agricoltura. Anche in ambito commerciale (come nel caso delle tratte che collegavano Ur e Dilmun) si viene formando un'iniziativa privata (in particolare nella fase di Larsa), analoga al commercio paleo-assiro dei karum anatolici.

### I palazzi del medio Eufrate ai tempi di Mari
Mari era un'antica città sumera e amorrita, situata a 11 chilometri a nord-ovest della moderna città di Abu Kamal, sulla riva occidentale dell'Eufrate, quasi 120 km a sud-est di Deir el-Zor, Siria. Si pensa che sia stata abitata fin dal V millennio a.C., sebbene essa prosperò dal 2900 a.C. fino al 1759 a.C., quando venne messa a sacco da Hammurabi.

### Yamhad
Yamhad era un antico regno amorrita, dove si stanziò anche una cospicua popolazione hurrita, influenzando l'area con la sua cultura. Il regno era potente durante la media età del bronzo (1800-1600 a.C. ca.). Il suo più grande rivale era Qatna più a sud. Yamhad venne infine distrutta dagli Ittiti nel XVI secolo a.C.

### Intervento dello Stato ittita
Nell'arco di un cinquantennio (ca. 1650-1600) gli Ittiti, guidati dai due re Hattušili I e Muršili I, divennero protagonisti della storia del Vicino Oriente antico.
Essi dilagarono sui bassopiani siro-mesopotamici e fecero finire gli stati di Yamkhad e Babilonia. Durante il suo secondo anno di regno Kattushili sferra il suo primo attacco contro Alalakh, vassallo di Aleppo, distruggendola. Durante il sesto anno e seguenti il re ittita scese di nuovo a sud del Tauro distruggendo diverse città ma si dovette fermare ad Urshum. Alla morte di Kattushili l'opera venne continuata dal figlio adottivo di quest'ultimo, Murshili I che discese in Siria sconfiggendo Yamkhad ed i suoi alleati. Forte della sua vittoria, si spinse fino a Babilonia saccheggiandola e facendo così terminare la dinastia regnante. I disegni di Murshili però non erano così ambiziosi, quindi lasciò Babilonia per concentrarsi sulla Siria.

## Tarda età del bronzo

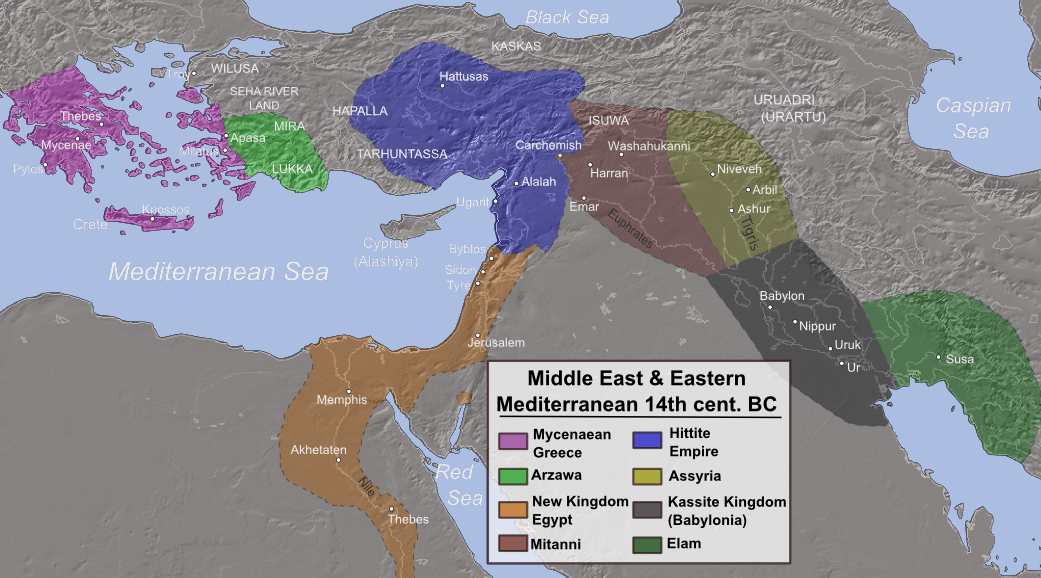
Il Vicino Oriente antico nel XIV secolo a.C., periodo di redazione delle lettere di Amarna (metà del XIV secolo a.C.): in area egea, la Grecia micenea, indicata nelle lettere come Akhiyawa; nell'Anatolia occidentale, Lukka (nelle lettere, Arzawa); nella terra di Khatti, con al centro la capitale Ḫattuša, l'Impero ittita; sull'alto Eufrate, il Regno di Mitanni; sull'alto Tigri, l'Assiria; sulla Bassa Mesopotamia gravita la Babilonia cassita; più a est, l'Elam del Regno Medio; il Nuovo Regno egizio domina su Canaan, oltre che nel proprio nucleo storico, il delta del Nilo.

### L'"età oscura" e i "popoli dei monti"
Il Tardo Bronzo del Vicino Oriente corre lungo la seconda metà del II millennio a.C., dal 1500 al 1200 a.C., e succede ad un'epoca relativamente meno documentata, tanto che la tradizione storiografica ha parlato per il XVI secolo a.C. di una "età oscura". In particolare, si è a lungo parlato di un'immissione di nuove popolazioni anatoliche e iraniche (dette "popoli dei monti"), per lo più interpretate come di origine indoeuropea. L'affacciarsi sulla scena vicino-orientale di Ittiti, Hurriti e Cassiti veniva interpretato come un fenomeno unitario, a dispetto del fatto che queste penetrazioni si svilupparono lungo un ampio arco di tempo e nonostante il carattere nettamente non indoeuropeo di tali popoli. In effetti, gli Ittiti risultano presenti sull'altopiano anatolico fin dalla fine del III millennio a.C. Il Regno medio ittita appare già costituito nella tarda età paleo-babilonese e sembra anzi in decadenza nel XVI secolo. Anche degli Hurriti vi sono tracce che rimontano alla metà del III millennio. I Cassiti sono invece, come Gutei e Lullubiti, popolazioni originarie dei Monti Zagros: la loro presa del potere a Babilonia non deriva da un fenomeno migratorio, ma politico, con una minoranza etnica che, pur al potere, non intacca certo la prevalenza dell'elemento babilonese.
La transizione tra Medio e Tardo Bronzo avviene senza forti discontinuità, a differenza del passaggio da Antico a Medio Bronzo, che aveva visto, alla fine del III millennio a.C. la venuta di genti indoeuropee. Tra Medio e Tardo Bronzo la cultura materiale non cambia, mentre si assiste ad una contrazione del processo di urbanizzazione (analoga a quella riscontrata all'inizio del II millennio), che riguarda in successione il medio Eufrate, l'Alta Mesopotamia, il tavolato siriano, la Transgiordania. Le zone semiaride, che pure erano state centrali nello sviluppo del Bronzo Antico e Medio, vengono progressivamente abbandonate, per lasciare spazio ad una occupazione più leggera, condotta da pastori seminomadi. Così è, ad esempio, per gli antichi centri di Mari, Tuttul e Terqa sul medio Eufrate, Shubat Enlil sul fiume Khabur o Ebla e Qatna in Siria. Tengono meglio i centri sostenuti da più ricca piovosità, in particolare quelli presso il mare o i fiumi.
Le nuove tecnologie hanno il loro fulcro non più nella Bassa Mesopotamia, per due millenni all'avanguardia, ma in Alta Mesopotamia e in Siria: l'addomesticamento del cavallo viene mediato in ambiente mitannico, la lavorazione della pasta vitrea è tipica di una fascia che attraversa Alta Mesopotamia, Siria e Palestina, e quella della porpora nella fascia costiera siro-libanese.

### L'avvento del cavallo nel Vicino Oriente

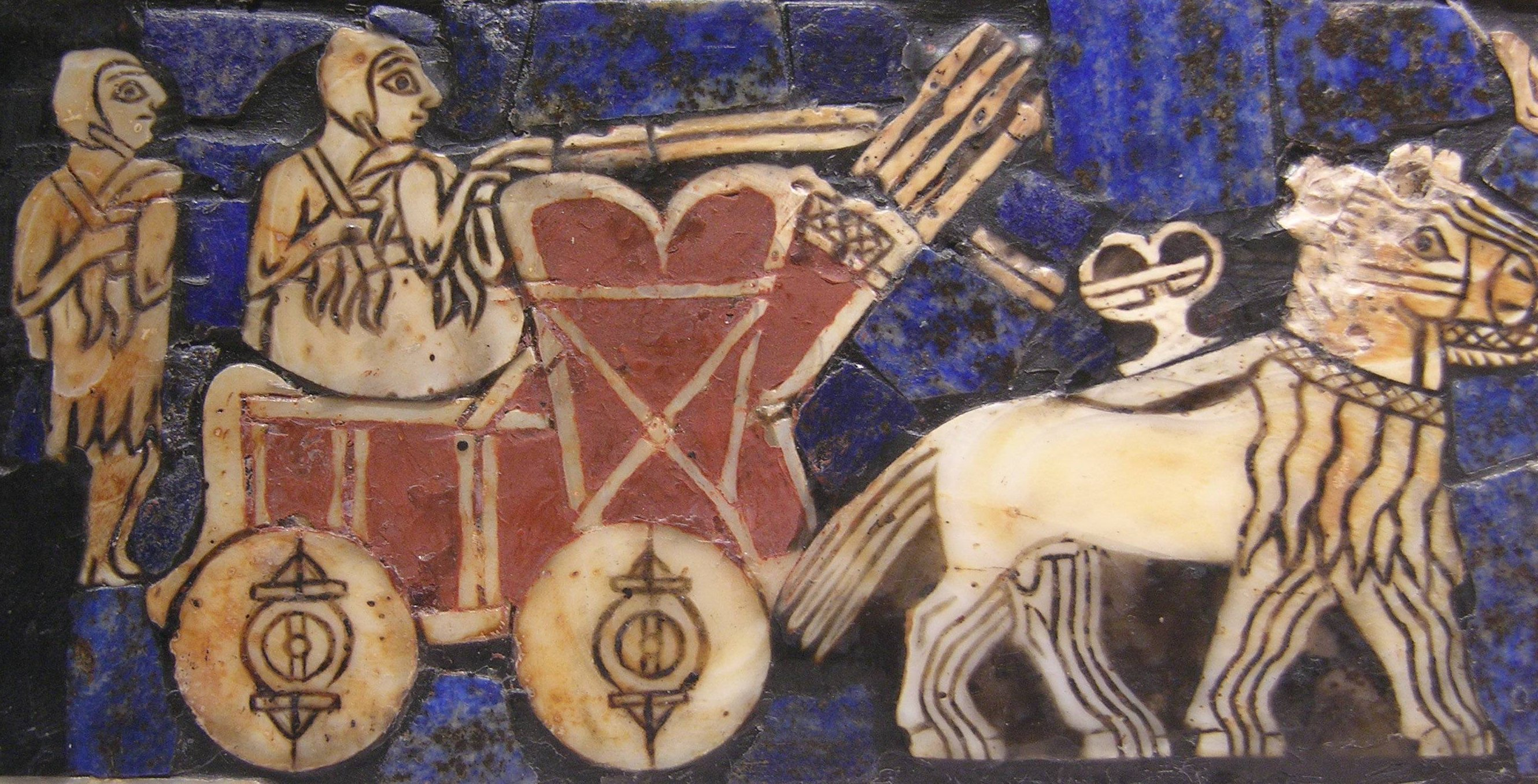
Carro per il trasporto di merci, trainato da onagri e a quattro ruote piene, nel cosiddetto Stendardo di Ur (2500 a.C.): asini e onagri erano normalmente usati come animali da tiro prima dell'avvento del cavallo (seconda metà del II millennio a.C.).

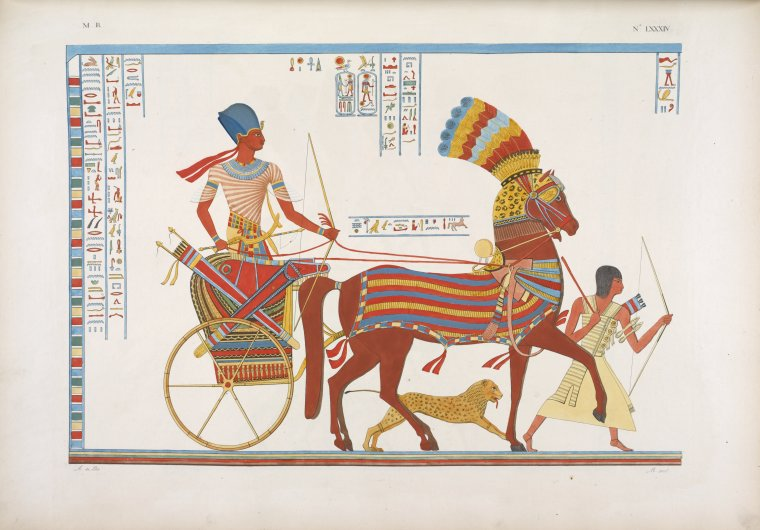
Ramses II (XIII secolo a.C.) alla guida di un carro, in una illustrazione dell'egittologo italiano Ippolito Rosellini da Abu Simbel, per una spedizione scientifico-letteraria toscana in Egitto (1832-1844)

Di certamente nuovo vi è il ricorrere di elementi linguistici indoiranici, come nell'onomastica di Mitanni e di altri regni connessi, e soprattutto nella terminologia legata all'allevamento e all'addestramento dei cavalli, usati ora per trainare carri leggeri a due ruote. Per l'onomastica, appaiono nomi vistosamente correlati all'antico persiano e al sanscrito: Shuwardata ('dato dal cielo'), Biryashshura ('eroe di valore'), Indaruta ('sostenuto da Indra'), ma anche teonimi come Indra, Mitra, Varuṇa, Nashatya (invocati in un trattato tra Khatti e Khurri), e poi Shurya, divinità solare dei Cassiti, corrispondente al dio-Sole Sūrya dei Rigveda.
L'apparizione di termini indoiranici è attestata in particolare dai trattati dedicati all'addestramento dei cavalli, come quello attribuito a un Kikkuli di Mitanni. È il caso di aššuššanni ('allevatore di cavalli'; si confronti il sanscrito aśvas, 'cavallo'), ašuwaninni ('auriga'?), maryannu ('combattente sul carro'; in sanscrito marya sta per 'giovane'), babrunnu ('marrone-rosso', in riferimento al colore dei cavalli; in sanscrito babhru, 'rosso-marrone'), barittannu ('grigio', in sanscrito palitá, 'grigio'), pinkarannu ('fulvo', in sanscrito pingará, 'rossiccio'), aika-wartanna ('un giro', dal sanscrito eka, 'uno' e l'antica parola iranica vartaní, 'giro', 'percorso', e nello stesso contesto appaiono altri numeri: tēra-, panza-, šatta- e nā-wartanna, dal sanscrito trí, pánca, saptá, náva, rispettivamente 'tre', 'cinque', 'sette' e 'nove giri').

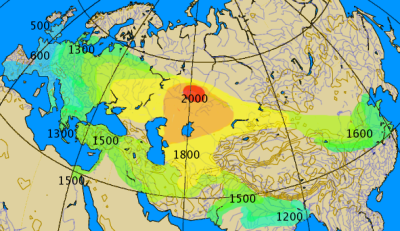
Progressiva diffusione del carro a ruote raggiate (date a.C.). In rosso, l'area presunta del primo apparire della ruota a raggi (la Cultura di Sintashta, 2000); in arancione, estensione della Cultura di Andronovo (1900); in giallo, le grandi steppe e le aree semidesertiche della Asia centrale, corrispondenti all'estensione della prima diaspora indoiranica, intorno al 1800 (precoci esempi di carri leggeri appaiono in Anatolia in questo periodo); in verde chiaro, l'area in cui, intorno al 1700, la nuova tecnologia si diffonde per la prima volta oltre le steppe, verso Occidente; in ciano, la Babilonia cassita (1600-1200); in blu, la diffusione del carro leggero in Europa occidentale nell'Età del Ferro, portato di migrazioni celtiche.

Questo strato indoiranico proviene da Oriente e risulta ben distinto rispetto all'indoeuropeo "anatolico", che da un punto di vista della geografia linguistica è più antico. In ogni caso, non si tratta di fenomeni migratori di massa, con ondate di carristi indoiranici tesi a conquistare, grazie alla superiorità dei carri trainati da cavalli, tutto il Vicino Oriente fino all'Egitto, come si è interpretato in relazione agli Hyksos. L'avvento degli Hyksos è precedente, mentre Mitanni, spesso interpretato come la massima realizzazione statuale dei popoli indoiranici, è in realtà il frutto dell'unificazione politica di popolazioni hurrite. È invece la diffusione della nuova tecnologia che porta con sé una sorta di "moda onomastica". L'uso del cavallo e del carro leggero a due ruote raggiate è originario dell'Asia centrale, dove il vuoto politico prodotto dalla crisi della seconda urbanizzazione aveva favorito l'avanzare di popoli dal marcato carattere pastorale e guerriero. La nuova tecnologia, che irrompe nel Vicino Oriente alla metà del II millennio a.C. e raggiunge velocemente l'Egitto, viene comunque adattata alle esigenze delle società complesse a base urbana.
La zootecnia del Vicino Oriente sfruttava sin dalla Rivoluzione neolitica alcuni equidi. L'asino (Equus asinus) era il normale animale da soma. Una varietà selvatica, l'onagro (Equus hemionus), era usato per trainare carri a quattro ruote, grazie alla sua maggiore robustezza. Le maggiori difficoltà legate all'addestramento del cavallo selvatico avevano relegato questo animale ai margini dell'uso comune nel Vicino Oriente almeno fino alla metà del II millennio a.C. Per quanto esistano certo casi isolati di attestazione paleo-zoologica, la marginalità storica del cavallo traspare anche dalla marginalità dei riferimenti nei testi. Non a caso, in lingua sumera il cavallo era detto anše kurra, 'asino di montagna', e inteso quindi come una variante esotica del più mansueto asino.
Quanto al carro, esso era sempre stato usato soprattutto per trasportare merci, grazie all'utilizzo di quattro ruote piene. La sua trasformazione in carro leggero a due ruote ha innanzitutto una rilevanza sul piano bellico. Nel III millennio e nella prima metà del II millennio, le battaglie si risolvevano con scontri campali tra unità di fanteria, che si misuravano in corpo a corpo ad arma corta, preceduti in qualche caso dal lancio di giavellotti e frecce. Il nuovo tipo di guerra prevede invece la carica di carri contro altri carri o contro la fanteria schierata. Il carro, che normalmente è guidato da un auriga e ospita un arciere, è usato come piattaforma mobile per il lancio di frecce, come strumento per caricare (anche se quest'uso non è accettato da tutti gli studiosi), come mezzo per inseguire i fanti in fuga. Fanteria e carreria si manifestano come corpi separati, con diverso prestigio militare e sociale. Esiste poi un uso venatorio del carro leggero, con limitate ricadute sul piano politico, ma certo di valore simbolico, soprattutto se a condurre il carro è il re.
Nei nuovi corpi di carristi, consci di essere decisivi per l'esito delle battaglie, si diffonde una sorta di ideale eroico, che ha al proprio centro il coraggio. Questo ideale lega il re e i suoi maryannu, e traspare nella letteratura e nell'arte figurativa, dall'Egitto a Babilonia. I carristi sono impiegati a tempo pieno direttamente dalla corona: ad essi vengono concessi lotti di terra, muniti di coloni, dove approntano cavalli e aurighi per fornire il servizio militare al re, secondo forme approssimativamente analoghe al feudalesimo medievale. Prima d'ora, mai era accaduto che un corpo militare assumesse la stessa importanza di amministratori, scribi, sacerdoti e mercanti nella società vicino-orientale.

### Pasta vitrea e porpora
Mentre le tecniche agricole, metallurgiche e ceramiche proseguono per linee interne, elementi di novità si rilevano nel campo della "chimica". Si inizia, ad esempio, a produrre una pasta vitrea, opaca e colorata, con la quale si fabbricano oggetti miniaturistici (una pasta vitrea era già in uso nel Medio Bronzo, ma era usata solo per ricoprire superficialmente oggetti in terracotta). Tale pasta vitrea, detta mekku in semitico occidentale e eḫlipakku in hurrita, era costituita da sabbia, ceneri vegetali e coloranti minerali, trattati con diverse cotture al forno. Il mekku era un sostituto artificiale del lapislazzuli e di altre pietre dure, il cui traffico era in crisi per il declino insediamentale dell'altopiano iranico. I testi finiscono per distinguere tra un lapislazzuli "di montagna", cioè autentico, perché estratto, e un lapislazzuli "di forno" o "bollito", cioè l'imitazione semipreziosa.
Si sviluppano anche i coloranti per tessuti, sia minerali sia vegetali. Notevole è il caso della porpora, un colorante animale, secrezione mucosa prodotta dalla ghiandola ipobranchiale di molluschi per lo più appartenenti alla famiglia dei Muricidi. Si sviluppa anche la fabbricazione di profumi e di spezie, queste ultime usate in ambito medico più che in ambito culinario.

### La trattatistica
Le nuove tecnologie vengono illustrate in opere che si caratterizzano come veri trattati. In precedenza, gli scribi si erano dedicati solo alla trattatistica relativa alla medicina e alla matematica: la nuova trattatistica ha un sapore tecnico-pratico, ben distinguibile dall'approccio scribale babilonese. Il più celebre trattato sui cavalli, quello di Kikkuli di Mitanni, è scritto in ittita ed è stato trovato a Ḫattuša, ma sono stati trovati anche testi medio-assiri ad Assur e testi ugaritici.
Testi dedicati alla fabbricazione della pasta vitrea provengono dalla Babilonia dei tempi di Gulkishar, il sesto sovrano del Paese del Mare. A disposizioni di carattere magico sono frammiste indicazioni efficaci per la produzione del mekku: una pasta vitrea è stata ottenuta in tempi moderni, seguendo le indicazioni di quei testi.
Esistono infine testi sulla fabbricazione di profumi e sulla produzione di spezie, sempre da ambienti medio-assiri.

### L'asservimento per debiti dei contadini
Connessa al sorgere di una "aristocrazia militare", con i suoi ideali eroici e le sue proprietà terriere, è un'altra tendenza tipica del Tardo Bronzo: già nei testi di Mari, ma poi soprattutto in quelli di Khana e Alalakh VII, iniziano ad apparire clausole che rendono nulli gli effetti di un editto di liberazione su determinati soggetti asserviti. Dalla fine del XVII secolo a.C. non vengono più emanati editti di remissione dei debiti. Rispetto all'età paleo-babilonese, il Tardo Bronzo è un'epoca più spietata. Le masse contadine ora non sono più centrali nello svolgimento della guerra e restano ancora più isolati alla luce del convergere degli interessi di re e maryannu. I membri della élite palatina e militare sono poi gli stessi prestatori di denaro, per cui non hanno interesse alcuno a prevedere correttori sociali che favoriscano un riequilibrio distributivo. Da un punto di vista propagandistico, il re forte e coraggioso sostituisce il re giusto.

### Regni principali del Tardo Bronzo
Chiamato anche "l'epoca dei grandi regni", questo periodo vede appunto lo sviluppo di superpotenze che decideranno le sorti della storia: L'Egitto, Hatti (ittiti), Mitanni, la Babilonia cassita e l'Assiria.
Questi stati si vennero a creare non per movimenti migratori, bensì a causa dei vuoti di potere che avevano lasciato i vecchi dominatori (es. Yamhad; Mitanni o Babilonia; Cassiti) oppure con l'aggregazione di città indipendenti in un unico stato (es. Hatti).
Gli Hurriti vivevano nella Mesopotamia settentrionale e nelle immediate vicinanze a est e a ovest, approssimativamente intorno al 2500 a.C. Essi probabilmente erano originari del Caucaso e scesero da nord, ma ciò non è dato con certezza. Loro patria era Subartu, la valle del fiume Khabur. Successivamente si stabilirono come dominatori di piccoli regni in Mesopotamia settentrionale e Siria. La più grande e influente nazione hurrita fu il regno di Mitanni. Gli Hurriti giocarono un ruolo sostanziale nella storia degli Ittiti.
Ishuwa (o Išuwa) era un antico regno in Anatolia. Il nome viene attestato per la prima volta nel secondo millennio a.C. Nel periodo classico il suo territorio corrispondeva più o meno all'attuale Armenia. La prima rivoluzione agricola ebbe in Ishuwa uno dei luoghi di sviluppo. I centri urbani si concentravano lungo la valle dell'Eufrate intorno al 3500 a.C., mentre i primi stati seguirono nel III millennio a.C. Il nome "Ishuwa" non è conosciuto se non a partire da documentazione del II millennio a.C. Poche fonti letterarie sono state scoperte al suo riguardo e le fonti primarie sono estratti da testi ittiti. A ovest di Ishuwa si estendeva il vicino regno degli Ittiti, popolo montanaro e combattivo. Si racconta che il re ittita Hattušili I (1600 a.C. ca.) avesse marciato con la sua armata attraverso l'Eufrate, distruggendo le città del luogo. Dall'archeologia arriva la conferma, ovvero dagli strati bruciati scoperti nei siti di città nell'Ishuwa, datati pressappoco allo stesso periodo. Dopo la fine dell'impero ittita all'inizio del XII secolo a.C. un nuovo stato emergeva nel regno di Ishuwa. La città di Malatya divenne il centro di uno dei cosiddetti regni neo-ittiti. Il movimento del popolo nomade potrebbe avere indebolito il regno di Malatya prima dell'invasione finale assira. Il declino degli insediamenti e della cultura nell'Ishuwa dal VII secolo a.C. fino al periodo romano venne probabilmente causato dal questo spostamento di popolo. Gli Armeni successivamente si stabilirono nell'area, essendo essi nativi dell'altopiano armeno, relazionandosi ai più antichi abitanti di Ishuwa.
Kizzuwatna è il nome di un antico regno del II millennio a.C. Situato sugli altopiani dell'Anatolia sud-orientale, vicino al Golfo di İskenderun, attualmente in Turchia, circondava la catena montuosa del Tauro e il fiume Ceyhan. Il centro del regno era la città di Kummanni, situata negli altopiani. In un successivo periodo, la stessa regione venne conosciuta come Cilicia.
Il luvio è una lingua antica estinta del ramo anatolico della famiglia delle lingue indoeuropee. I parlanti luvi gradualmente si espansero attraverso l'Anatolia, contribuendo alla caduta, dopo il 1180 a.C. circa, dell'impero ittita, dove già tale lingua si parlava. Il luvio era anche la lingua parlata negli stati neo-ittiti di Siria, come Melid e Karkemiš, come pure nel regno centrale di Tabal che fiorì intorno al 900 a.C. Il luvio si è preservato in due forme, definite secondo il sistema di scrittura usati per rappresentarli: luvio cuneiforme e luvio geroglifico.
Mitanni fu un regno hurrita situato nella Mesopotamia settentrionale (1500 a.C. ca.). Il culmine della sua potenza si ebbe durante il XIV secolo a.C.: abbracciava allora ciò che oggi è la Turchia sud-orientale, la Siria settentrionale e l'Iraq settentrionale (corrispondente pressappoco alla regione del Kurdistan), ed era incentrato intorno alla capitale Washukanni, la cui precisa località non è ancora stata determinata dagli archeologi. Si pensa che Mitanni fosse uno stato "feudale", guidato dalla nobiltà guerriera di discendenza indo-ariana, che invase a un certo punto la regione del Levante durante il XVII secolo a.C. La diffusione nella Siria di un tipo di ceramica caratteristica associata alla cultura di Kura-Araxes è stata collegata con questo movimento, sebbene la sua datazione risulti forse troppo arcaica.
Gli Aramei erano un popolo semitico (gruppo linguistico semitico occidentale), semi-nomade e pastorale che visse nella Mesopotamia superiore e Aram. Gli Aramei non hanno mai avuto un impero unificato: erano divisi in regni indipendenti, tutti situati nel Vicino Oriente. Anche per gli Aramei si realizza il privilegio di imporre la loro lingua e cultura all'intero Vicino Oriente e oltre, favorite in parte dai trasferimenti di massa decretati dagli imperi successivi, inclusi quelli degli Assiri e dei Babilonesi. Anche gli studiosi hanno utilizzato il termine "aramaicizzazione" per le lingue e culture dei popoli assiro-babilonesi, che finirono per adottare l'aramaico come lingua franca.
"Popoli del Mare" è una definizione utilizzata per una confederazione di predoni del mare del II millennio a.C., i quali, veleggiando lungo le coste orientali del Mediterraneo, causarono non poche inquietudini politiche: tentarono di controllare il territorio egizio durante il tardo periodo della XIX dinastia, specialmente durante otto anni del regno di Ramesse III della XX dinastia.Un'opportuna tavola di popoli del mare in geroglifici, traslitterazione e traduzione in inglese viene offerta dalla dissertazione di Woudhuizen, il quale la sviluppò dai lavori di Kitchen là citati. Il faraone egiziano Merenptah si riferisce esplicitamente a loro con il termine "le nazioni (o popoli) straniere del mare" nella sua Grande iscrizione di Karnak.

## Collasso dell'età del bronzo
Il "collasso dell'età del bronzo" è la definizione data da quegli storici che vedono la transizione dalla tarda età del bronzo alla prima fase dell'età del ferro come violenta, improvvisa e culturalmente distruttiva, espressa dal collasso delle Società palaziali dell'Egeo e dell'Anatolia, rimpiazzate dopo un'interruzione dalle culture di villaggi isolati delle età buie. Il collasso dell'età del bronzo può essere visto nel contesto di una storia tecnologica che vide la lenta, relativamente continua espansione della tecnologia della siderurgia nella regione, iniziata precocemente nei secoli XIII e XII in quella che è attualmente la Romania. Il collasso culturale dei regni micenei, dell'impero ittita in Anatolia e Siria, e dell'impero egizio in Siria e Palestina, la scissione dei contatti commerciali a lunga distanza e l'eclissarsi improvviso dell'alfabetizzazione, accaddero tra il 1206 e il 1150 a.C. Nella prima fase di questo periodo, quasi ogni città fra Troia e Gaza venne violentemente distrutta, e spesso lasciata vuota (per esempio, Ḫattuša, Micene, Ugarit). La graduale fine dell'"età buia" che segue vide l'ascesa dei stabili regni aramei neo-ittiti nella metà del X secolo a.C., e l'avvento dell'impero neo-assiro.

## Età del ferro
L'età del ferro del Vicino Oriente va dal 1200 al 500 a.C.
Durante la prima fase dell'età del ferro, l'Assiria assunse una posizione di grande potenza regionale (benché soltanto dopo le riforme di Tiglatpileser III, nell'VIII secolo a.C.), entrando in competizione con Babilonia e altre potenze minori per il dominio della regione. Nel periodo Medio Assiro della tarda età del bronzo, l'Assiria era un regno minore della Mesopotamia settentrionale (attuale Iraq settentrionale), competendo per il predominio con la rivale Babilonia della Mesopotamia meridionale. Iniziando con la campagna di Adad-nirari II, essa divenne una grande potenza regionale, crescendo in modo tale da diventare una seria minaccia per la XXV dinastia d'Egitto. L'Impero neo-assiro successe a quello del Medio Assiro (XIV-X secolo a.C.). Alcuni studiosi, come Richard Nelson Frye, considerano l'Impero neo-assiro come il primo vero impero nella storia dell'umanità. Durante questo periodo, l'aramaico venne istituito come lingua ufficiale dell'impero, a fianco della lingua accadica.
Gli stati del Regno neo-ittita erano entità politiche che parlavano il luvio, aramaico e fenicio della Siria settentrionale e Anatolia meridionale nell'età del ferro, che sorsero in seguito al collasso dell'Impero ittita intorno al 1180 a.C., e durarono pressappoco fino al 700 a.C. Il termine "neo-ittita" è talvolta riservato specificamente ai principati che parlavano il luvio come Melid (Malatya) e Karkemiš, sebbene in un senso più ampio il termine culturale più esteso sia "siro-ittita" per tutte le entità che sorsero nell'Anatolia centro-meridionale in seguito al collasso ittita - come Tabal e Quwê - o quelle della Siria settentrionale e costiera.
Urartu era un antico Regno di Armenia e Mesopotamia settentrionale, esistito più o meno dall'860 a.C., emergente dalla tarda età del bronzo, fino al 585 a.C. Il regno di Urartu era situato nell'altopiano montuoso tra l'Asia Minore, la Mesopotamia e la catena del Caucaso, successivamente conosciuto come altopiano Armeno, incentrandosi attorno al lago di Van (attualmente facente parte della Turchia orientale). Il nome corrisponde alla biblica Ararat.
Si parla di Impero neo-babilonese con riferimento al Regno di Babilonia sotto il governo della XI dinastia ("caldea"), dalla ribellione di Nabopolassar nel 626 a.C. fino all'invasione di Ciro II di Persia nel 539 a.C., in modo particolare includendo il regno di Nabucodonosor II. Attraverso secoli di dominazione assira, Babilonia godette di un notevole status sociale, tentando più volte di ribellarsi contro il giogo dei dominatori. Tuttavia, gli Assiri riuscirono sempre in un modo o nell'altro a ripristinare la fedeltà di Babilonia all'impero, attraverso concessioni di crescenti privilegi, o militarmente. Infine nel 627 a.C. con la morte dell'ultimo regnante assiro potente, Sardanapalo, Babilonia si ribellò sotto Nabopolassar il caldeo l'anno successivo. Con l'aiuto dei Medi, Ninive venne saccheggiata nel 612 a.C., e la sede del potere dell'impero venne di nuovo trasferita a Babilonia.
L'Impero achemenide fu il primo degli imperi persiani a governare su significative aree del Grande Iran, e il secondo grande impero iranico (dopo l'Impero dei Medi). All'apice della sua potenza, con una vasta estensione approssimativamente di 7,5 milioni di km², l'Impero achemenide era territorialmente il più vasto dell'antichità classica. Esso si estendeva su tre continenti, inclusi i territori dell'attuale Afghanistan, parte del Pakistan, Asia centrale, Asia Minore, Tracia, molte regioni costiere del Mar Nero, Iraq, Arabia Saudita settentrionale, Giordania, Israele, Libano, Siria e tutti i centri abitati dell'antico Egitto fino alla Libia. L'impero viene menzionato nella storia come il nemico degli città stato greche nelle guerre greco-persiane, come liberatore degli Israeliti dalla loro cattività babilonese, e per avere istituito l'aramaico come lingua ufficiale dell'impero.